# Козубівка (Лубенський район)

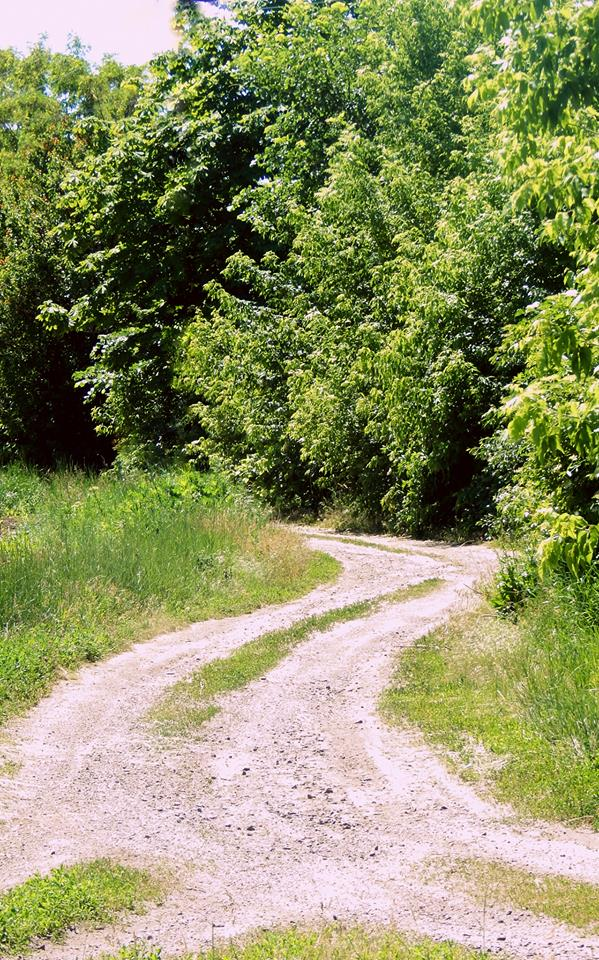
Куток Занудівка в селі Козубівка

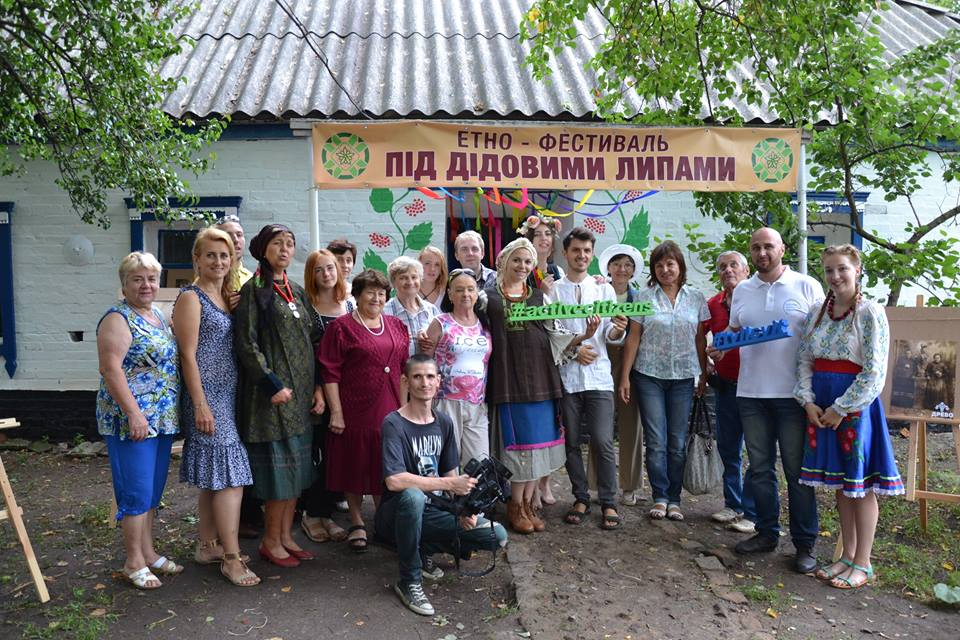
Відкриття музею «Древо»

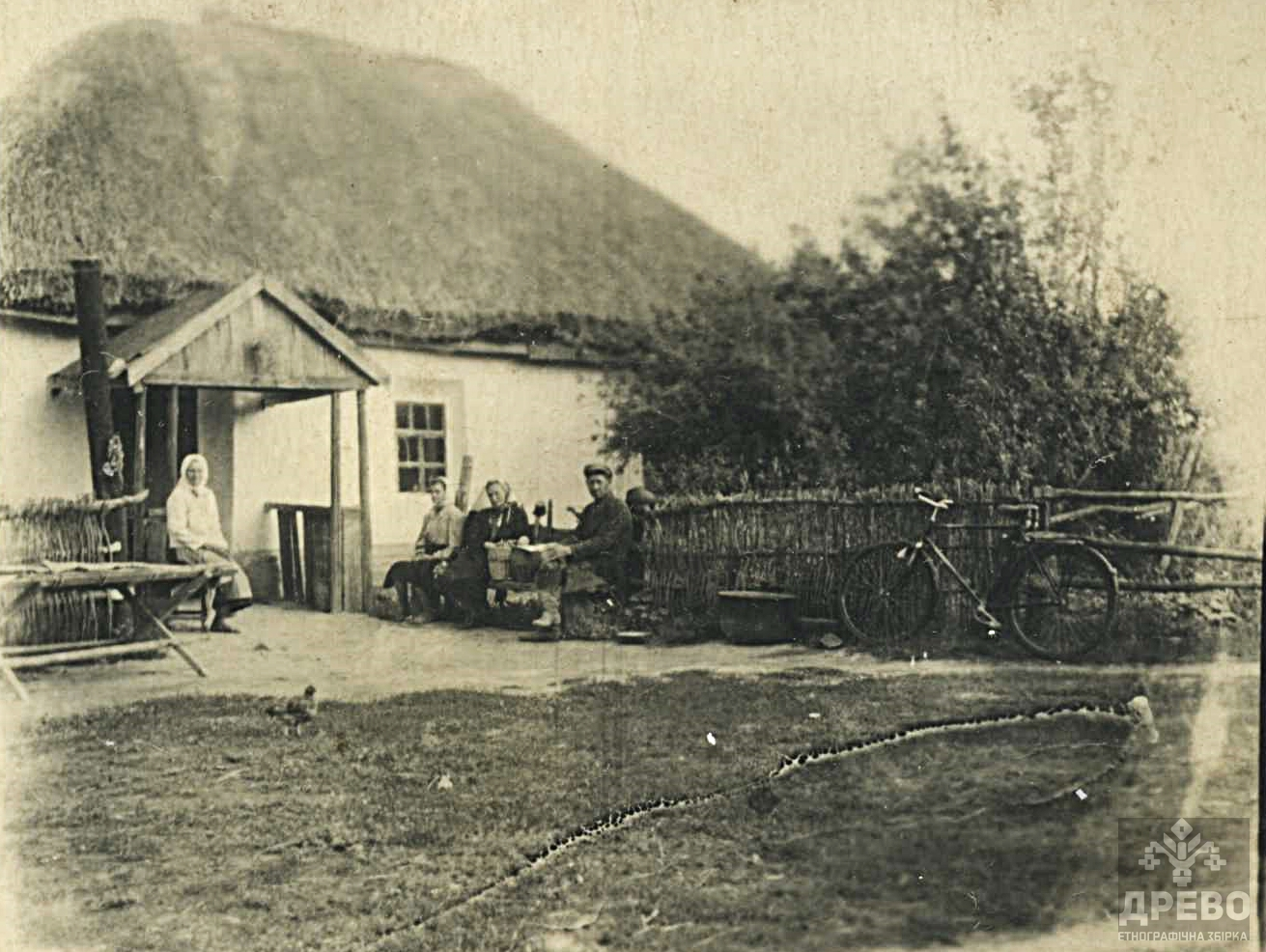
Козубівка

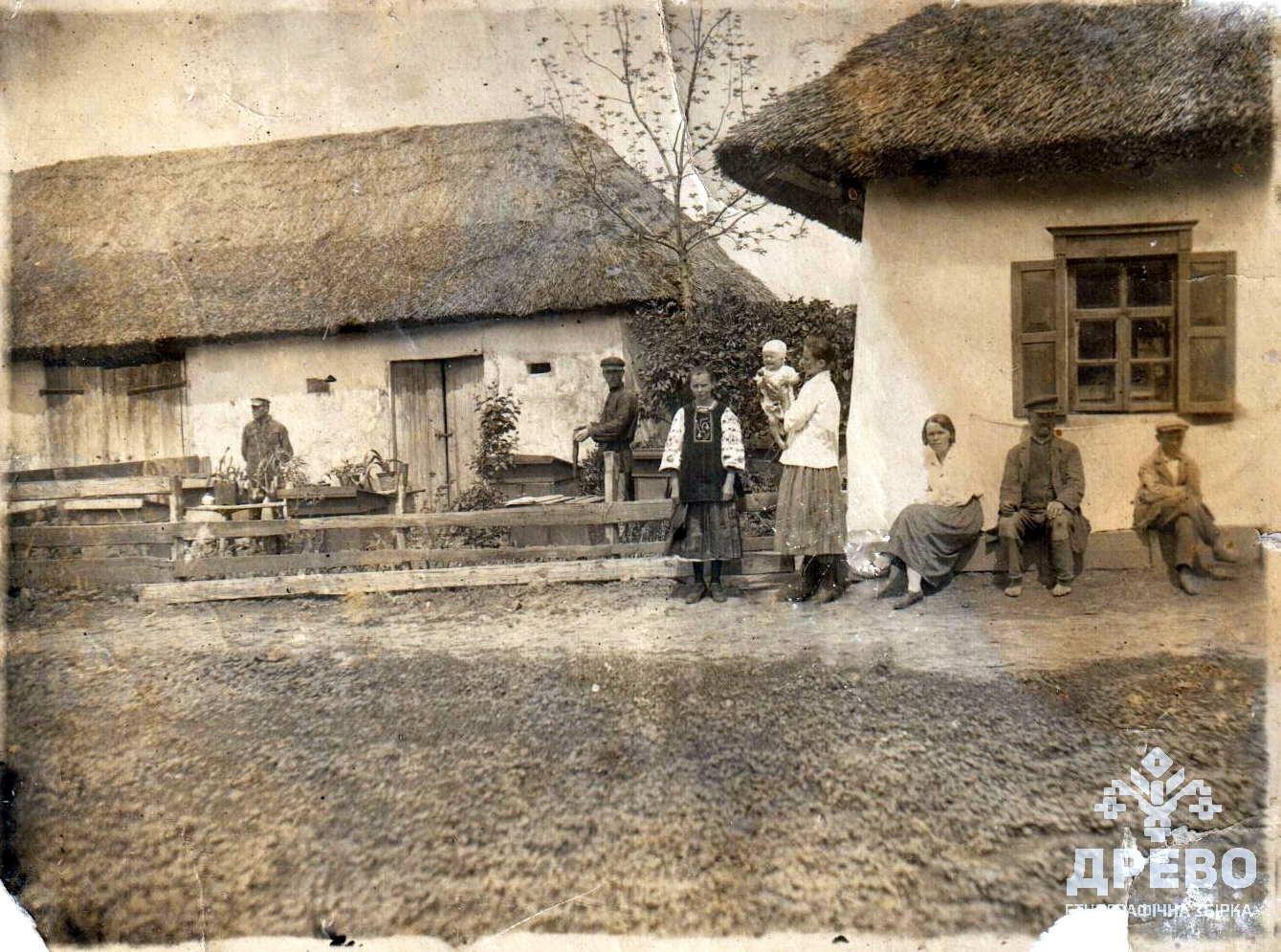
Сільське подвір'я Козубівки. Початок 20 ст.

Козубівка — село в Україні, у Хорольській міській громаді Лубенського району Полтавської області. Населення становить 567 осіб. До 2020 орган місцевого самоврядування — Андріївська сільська рада.

## Географія
Селом протікає річка Єньківка, права притока Хоролу.

## Топоніміка та її етимологія
Згідно із місцевою легендою, село отримало свою назву від запорозького козака Кузуба, що заснував тут хутір, який отримав типову для того часу назву на честь свого засновника. Більш вірна назва села «Кузубівка», а сучасний варіант «Козубівка» — це зросійщений варіант назви села, що використовується в офіційних документах й на даний час. Підтвердженням цього, є поширене в селі прізвище «Кузуб», «Кузубенко», тоді ж як «Козуб» — не фіксується.
Село Кузубівка поділяється на характерні для Полтавщини кутки і вигони, а також місцевості, що заходяться поруч села, на місці колишніх хуторів, що були ліквідовані в 30-ті рр. радянським урядом. Отже топоніміку села можна поділити на кутки, вулиці, хутори.

### Кутки
Зокрема, більшість кутків отримали свою назву від власників хуторів з яких і почало виникати село. Це дає підстави вважати, що село виникло не раніше середини 18 ст., адже для старих козацьких сіл більш характерний поділ на сотні. Фіксуються такі назви кутків:
- Солохівка — колишній хутір Солоха, що знаходиться в південно-західній околиці села (куток знаходиться в центр села біля сучасної пошти, магазину та клубу); хоча це раніше був хутір, але з часом він трансформувався в куток;
- Назва кутка Іванівщина також походить від власника хутора козака Івана(локація цього кутка біля виїзду з Кузубівки у напрямку до села Андріївка;
- Стеценкове — назву свою отримало, через розташований у цій частині маєток пана Стеценка (вочевидь вихідця із козацької старшини Гетьманщини (куток розташований на північний захід від Богданівської гори поруч із Петрівщиною);
- Звірківка (назва походить від Звірка, що тут проживав;куток крайній від села Байрак);
- Занудівка (назву свою отримав, через вуличне прізвище когось із мешканців, адже прізвище «Зануда» не фіксується в селі;куток розташований крайнім від села Петрівка і знаходиться на схід від річки);
- Безпальківка (отримав назву через козака Безпалька, одного з найперших засновників хуторів на території сучасного села);
- Шлях (походження назви пов'язане із трасою Кременчук-Київ, що проходить від села Байрак, частково Козубівки і далі до Петрівки; Кузубівка (найбільший куток села, що розташований неподалік першої греблі села);
- Бражниківка (назва походить від, того, що тут виготовляли брагу, або ж мешкали пияки; куток знаходиться в північно-західній частині села;
- Куток Поволі (дехто з місцевих жителів вимовляє як «Паволі»; розташовується також біля підніжжя Богданівської гори; свою назву вочевидь отримав, через те, що коли з гори спускались на возах запряжених волами чи кіньми, потрібно було їхати поволі та обережно, зважаючи на стан дороги та крутий узвіз з Богданівської гори).

### Хутори
- Данилейківка — свою назву ця локація отримала на честь засновника хутора козака Данилейка (в селі зафіксовано легенду, що полонений шведський вояк часів Північної війни залишився на території Гетьманщини, прийняв хрещення православного обряду і отримав нове ім'я Данило, до якого згодом додалась приставка Єйко (прізвище козака денщиком якого був полонений швед), а згодом і утворилось прізвище Данилейко(куток розташовується біля підніжжя Богданівської гори);
- Холоші (на його місці колись розташовувався хутір Холошів (знаходиться за Богданівською горою; топонім походить через прізвище власника хутора; останній з Холош продовжував жити не дивлячись на протидію влади до 50-х рр.;
- Радченки (на його місці колись знаходився хутір Радченків, яких в 1930-ті рр. насильно переселили в село Кузубівка (розташовується на Богданівській горі;ця місцевість не входить до складу села і знаходиться неподалік сучасних околиць Кузубівки);
- Хутір Петрівщина (розташований на північний захід від Богданівської гори);

### Вулиці
- Вулиця Малахольна (ймовірно назва походить від багнистого рельєфу, який мало підходив для ведення господарства);
- Вулиця Мурзовська (доволі характерна для пониззя Сули і загалом Полтавщини тюркська назва; ймовірно назва походить від татарина, що тут проживав (був у полоні); за іншою версію, через неохайну людину, що «ходила замурзана»; також є версію, що назву отримало, через ґрунтову дорогу, де було багато пилу під час проїзду по ній, «який усе мурзав», ще побутує версія, що через дощову воду, що стікала сюди майже завжди стояли великі калюжі, через які доволі часто забруднювались люди та худоба.

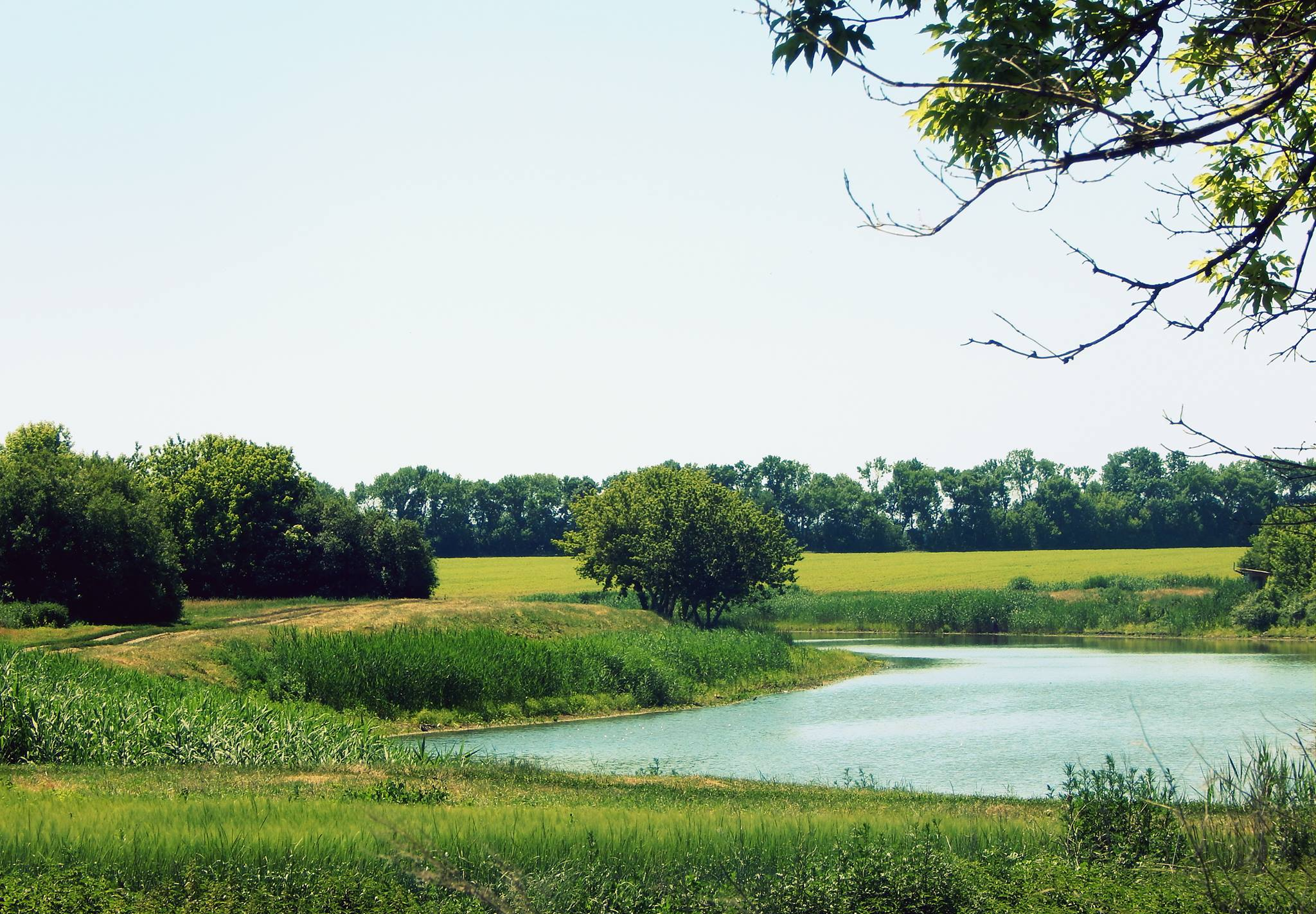
Сільський став

### Назви географічних об'єктів та гідроніми
- Богданівська гора (великий земляний насип, ймовірно з часів раннього залізного віку і свого часу використовувався як розвідувальний форпост в козаків; обабіч гори розташовується куток Данилейківки); ;
- Також в селі протікає річка Цвіркунівка. Етимологія даного слова найімовірніше за все від великої кількості комах, або ж через дзюркотіння води від течії у річечці. Згідно з переказів старожилів села, річка в 19 ст. була більш та повноводною, нею плавали баржі, а село було оповите мереживом з дерев'яних місточків та кладок й мала сполучення з річкою Хорол.
- Загалом свою назву село отримало на честь козака Кузуба, що тут хутір. Жителі села називають своє село «Кузубівка», тоді ж як у всіх офіційних назвах і досі використовується русифікована форма «Козубівка»

## Природні умови

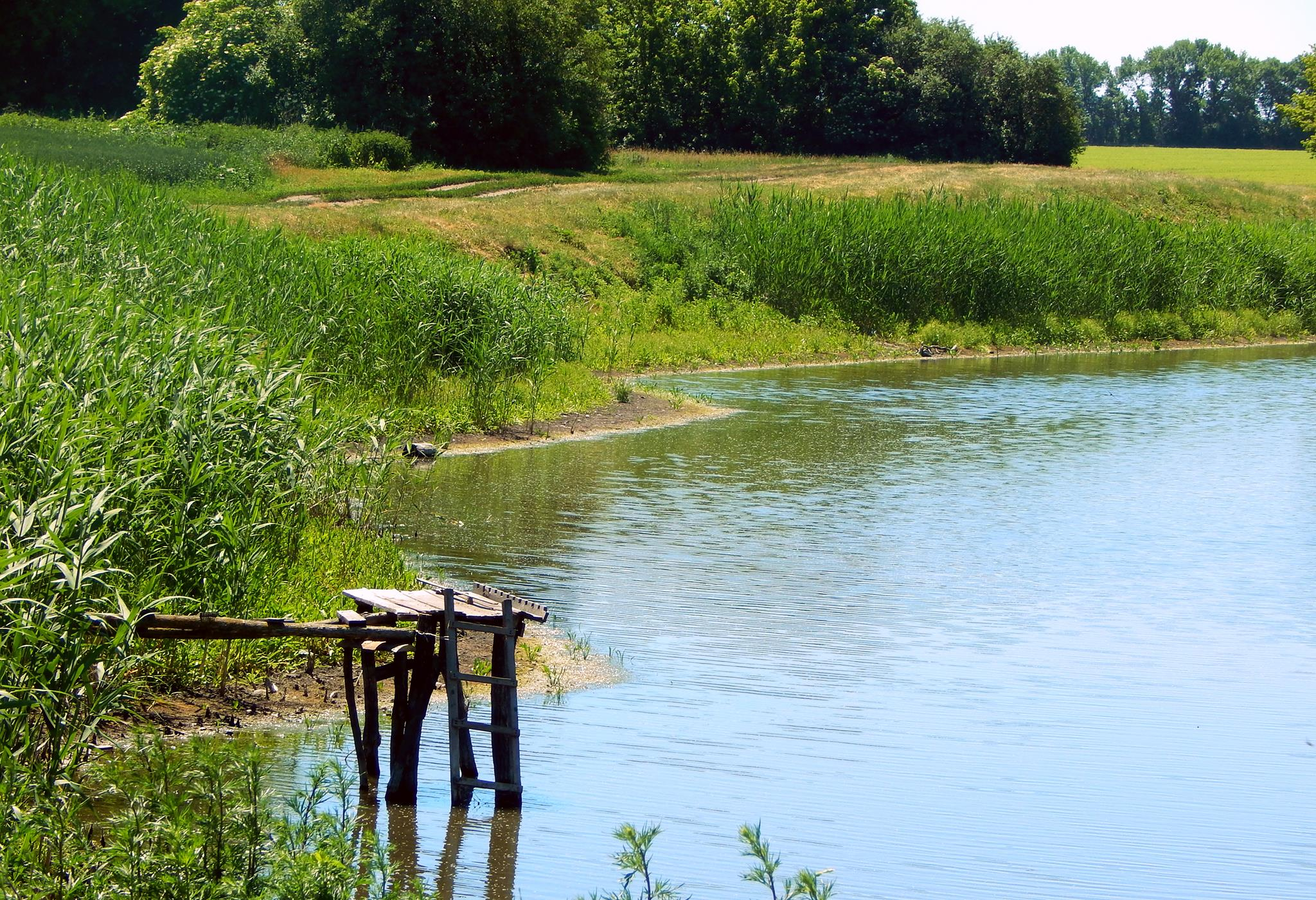
Ставок у селі

### Рослинний світ
Село розташоване в межах лісостепу. Найпоширеніші породи дерев: дуб, ясен, липа, клен, береза, в'яз, тополя, берест, горобина, граб. У заплавах річок ростуть вільха, осика, верба. Як підліскові насадження переважають ліщина, барбарис, калина, терен, шипшина, глід, верболіз. Значні площі займає рослинність заплав: очерет, рогіз, комиш, лепеха, осока. На луках зустрічаються: бекмянія, мітлиця, вівсяниця, подорожник, тонконіг, типчак, люцерна жовта, зозулинець. У районі багато лікарських рослин: звіробій, материнка, ромашка, полин, череда, деревій, валеріана та ін.

### Тваринний світ
Тваринний світ – складова частина природного середовища, окраса лісів, полів, водяних просторів. У лісах живуть: дикі кабани, козулі, лосі, зайці, білки, акліматизовані лані. Серед хижих звірів переважають: вовки сірі, лисиці звичайні, тхори, куниці, ласки, видри річкові, бобри. Птахи: лелеки білі, шпаки, ворони сірі, сороки, сойки, ластівки, горобці, синиці, дятли, одуди, солов'ї, дрозди, сови, зозулі, іволги, яструби, а також качки-крижні, гуси дикі, ремези, журавлі, перепели, чайки, лебеді. У річках та ставках району водиться багато видів риб: щука, сом, окунь, судак, в'юн, карась, лин, короп, лящ, плітка, товстолобик та ін. а також черепахи. Серед комах: метелики (адмірал, зірниця, кропив'янка, совка, жовтушка, переливниця), бабки, хрущі, оси, бджоли, шершні, мурашки, мухи, комарі, мошки. Деякі представники фауни району занесені до Червоної книги України: метелик денне павичеве око, жук-олень, джміль та шуліка рудий.

## Історія

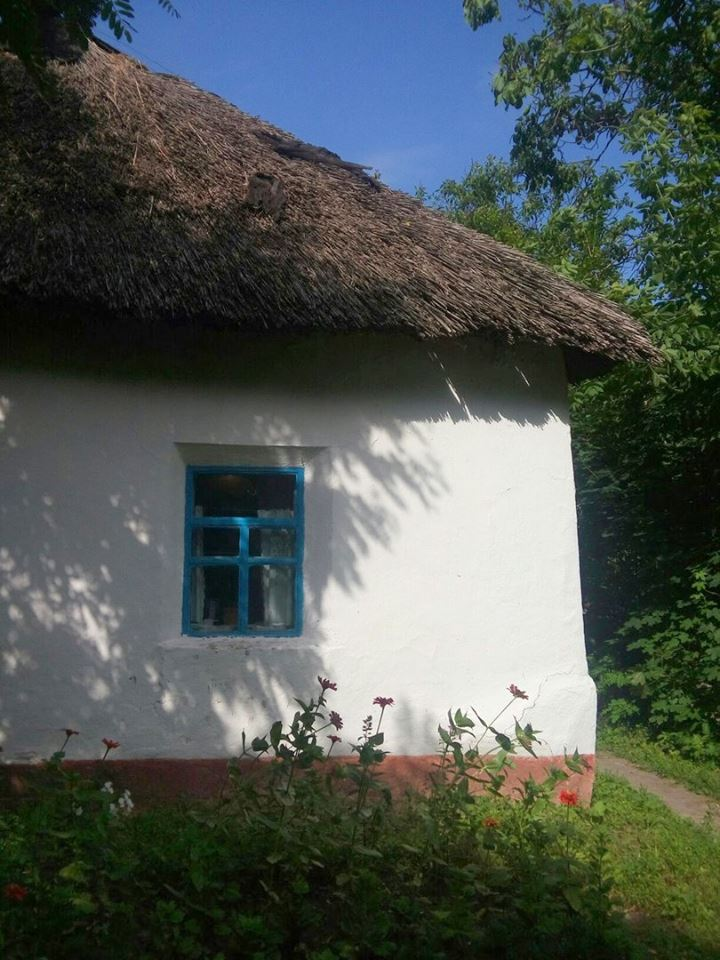
Зразок народної архітектури села Козубівка. Хата збудована в 1886 році

Точну дату заснування села ще не встановлено. Згідно усної історії, що записана від старожилів села, на території села після ліквідації Запорозької Січі 1775 року декілька колишніх запорозьких козаків заснували свої хутори на місці села. Зокрема це були: Крутько, Кузуб, Звірко, Денисенко та Солоха. Також відомо, що на початку 80-их рр. 18 ст. фіксується хутір козака Кузуба в якому було 5 хат і мешкало 4 виборних козака і один посполитий підсусідок. Таким, чином можна узгодити через наявність виборних козаків, що початково хутір був заснований городовим козаком Кузубом, до якого приєднались кілька козаків Лубенського полку, а вже згодом додались й запорозькі козаки.
На Богданівській горі збереглись залишки укріплених шведських редутів часів Північної війни, що були передовою фортифікаційною обороною шведського війська.
Також слід додати, що частина території села належала пану Стеценку вихідцю з козацької старшини Гетьманщини. Панський маєток — до наших днів не зберігся.,але збереглась панська могила.
Більшість населення Козубівки належала до козацького стану.
Зокрема село Козубівка фіксується на військо-топографічній карті 1862 року. Так позначено саме село Козубівку і хутори Цимбали, Солоха.
В XIX ст. село Козубівка в адміністративно-територіальному устрої належало до Єньківської волості Хорольського повіту Полтавської губернії.
1 листопада 1892 року в Козубівці було відкрито початкове народне училище. Зокрема, в 1913 році в ньому навчалось 10 хлопчиків і 19 дівчаток. Завідувачем і вчителем був міщанин Орловський Володимир Григорович. Орловський В. Г. мав свідоцтво на звання вчителя початкового училища.і працював в училищі з 1 листопада 1911 року. Викладачем «Закону Божого» був Кривусьов Іван Прокопович, який скінчив Полтавську духовну семінарію і водночас був місцевим парохом. Він викладав в училищі з 20 січня 1911 року. Також слід згадати 20-ти річну вчительку Орловську Софію Петрівну (міщанку м. Харкова за станом), що мала свідоцтво на звання вчителя початкового училища. Викладала в училищі з 1 вересня 1913 року.
Під час революційних подій в селі Козубівка було створено Козубівську сільську раду (1918 року). Станом на 1926 рік у селі було 117 господарств і проживало 598 мешканців. У 1927 році в селі було відкрито першу дерев'яну крамницю.
В 1930 році було розкуркулено майже половину села Козубівка (в основному за станом колишніх козаків, що проживали на хуторах). Також у цей час розпочалось знищення і виселення хуторів довкола села. Слід зазначити, що збереглись імені та прізвища з деяких розкуркулених: Кузуб Василь Данилович, Михайлик Анастасія Семенівна та інші. Заходам радінської влади допомагали і деякі з місцевих провладних активістів- Кузуб Кирило Олексійович, Сербін Наталя Ларіонівна, Данилейко Семен Іванович та інші.
В 1931 році в селі було утворено колгосп імені «робітничо-селянської Червоної армії». З огляду на кримінальні справи засуджених у 1937—1938 рр. в селі в цей час відбувся «бабський бунт» проти вступу у колгосп. Голодомор 1932—1933 рр., який особливо сильно вразив Полтавщину не оминув і Козубівку. За свдіченням очевидців на весні 1933 році в Кузубівці почався повальний голод (голод розпочався восени 1932 року, але весною 1933 року почалась масова гибель селян), точна кількість загиблих не встановлена. Зі спогадів старожилів відомо, що люди починали пухнути з голоду, їли спориш та минулорічні гнилі буряки які вдавалося знайти в полі. Щоб вижити жінки вивозили на міський базар різноманітні речі, а також у «Торгсін» останні коштовні речі: родинні прикраси, ікони, хустки вишиті рушники та сорочки.
Не оминув село Козубівку й «Великий терор». Слід зазначити, що чимало селян було репресовано за сфальсифікованими справами. Зокрема у 30-ті рр. було репресовано Кузуба Федора Васильовича 1898 р.н., Денисенка Степана Якимовича 1885 р.н.,Кузуба Федора Мефодійовича 1903 р.н., Кузуба Василя Мефодійовича 1901 р.н., Кузуба Василя Васильовича 1899 р.н., Крутька Гаврила Михайловича 1893 р.н., Крутька Григорія Андріяновича 1898 р. н., Крутька Сергія Андріяновича та інших. Більшість із них була розстріляна, проте й ті, хто отримав терміни ув'язнення — назад не повернулись.

Цікавим і симптоматичними є справи на братів Крутьків. Зокрема Крутьку Гаврилу Михайловичу інкрімінували слідчі НКВС, те що
...він та його батько до революції мали 30 десятин землі, пару волів, дві пари коней, дві корови, до 15 голів малої рогатої худоби, кінну молотилку, механізований с/г інвентар.  Розкуркуленів 1930 році. Крутько Гаврило вороже ставиться до заходів партії та радянської влади. Від хлібозаготівлі та інших податків ухилявся, хліб в державу не здавав- закопував у ями, говорив: « Хліб вивозять закордон, одкуплюються пшеницею від війни, якщо продасте хліб будите пухнути з году бо хліба не буде ніде». В період  колективізації проводив антирадянську агітацію, серед колгоспників передавав антирадянські чутки про не далекий  початок війни, що Радянський Союз розіб'ють Німеччина і Японія, і влада зміниться. У 1931 році Крутько Гаврило Михайлович, його двоюрідний брат Крутько Григорій Андріянович та Кузуб Омелян Омелянович проводили активну боротьбу проти колективізації, організували на повстання жінок для розвалу  колгоспу та розбору колгоспного майна та коней. Жінки розігнали актив села, вигнали міліціонера та розібрали коней. Коли проходив процес  троцкістів Крутько Г. М. говорив: «Судять і розстрілюють тих людей, які могли б робити добро, але прийде час і їх розстріляють». При вивченні положень про вибори у Верховну Раду Крутько Г. М. говорив: «Краще б Закон Божий вчили ніж цю дурницю». Протягом двох років до закриття Андріївської церкви у 1936 році, був церковним старостою. У 1937 році разом з попом Хвощівської церкви  Верещакою, організували в с. Кузубівка молитовний дім, де проводили релігійні обряди (говіння, хрещення і т. д.) Вночі неодноразово церковники і куркулі збиралися на зібрання де проводили антирадянську агітацію. Крутько Гаврило організовував збір коштів серед несвідомих колгоспників для відкриття церкви, сам їздив до Києва клопотатися про відкриття церкви. Коли розбирали Андріївську церкву говорив: «Все рівно скоро прийде час, що поставлять нові церкви.
Із слідчої справи НКВС на Крутька Григорія Андріановича:
Походить із сім'ї куркулів, до революції з батьком мали 50 десятин землі, 5 коней, 4 корови, вітряний млин, сівалку, віялку, кінну молотилку, експлуатував робочу силу 1—2 батраків і сезонних 3 батраків. У 1930 році розкуркулений, позбавлений права голосувати, та був наміченим до висилку на Урал, від якої ухилився. Брат його, Крутько Яків служив добровольцем в денікінських військах, де видавав червоних партизанів і революційно налаштованих людей. У 1929 вступив до колгоспу і почав активно розповсюджувати серед селян антирадянську агітацію, щоб люди не здавали майно, за що був виключений з колгоспу, переховувався. Говорив односельцям: " Пропала рідна Україна нізащо через російських обірванців. Які засіли у владі України, якби український народ керував Україною, то до такого голоду в 1933 не допустив, і так би ми в житті не мучились як зараз. Радянські керівники між собою б'ються і гризуться, і ніхто не дбає про потреби  народу, Радянська влада український народ довела до того, що хоч зараз в петлю лізь, хоч тебе після покарають. "НЕ підписуйтесь і через місяць Радянська влада в Україні буде скинута, бо сусіди Польща скоро має виступити війною на Радянський союз, вони знають що зараз все населення України налаштовано проти Радянської влади, і їх будуть підтримувати. У конюшні 5 бригади говорив: «По газетах видно, що приходить кінець Радянській владі, бо цього року війна буде  і наш народ не буде захищати Радянську владу, тепер не обдурять нас дурнів, як в обдурили в 1917. Тепер народ пам'ятає всю політику, як з голоду вмирали і ходили голі та босі, і тому у випадку війни з першого дня поверне зброю в протилежну сторону.
У період Другої світової війни село було зайняте Вермахтом 12 вересня 1941 року. В період нацистської окупації в селі було спалено близько сотні хат, клуб, школу та деякі колгоспні будівлі. Близько 25 осіб з села під час нацистської окупації були вивезені на примусові роботи до Німеччини. Приблизно 10—15 мешканців загинули від випадкових поранень. чи навмисно вбиті окупантам. Зокрема, більшість з них загинула 21 вересня 1943 року під час відступу німецьких військ. Деякі німецькі вояки заради забавки вбили кількох селян. 23 вересня 1943 року- село зайняли передові частини Червоної армії. 79 уродженців села Козубівка — не повернулись з війни. Після того, як школа, яслі та дитячий садок були зруйновані, їх тимчасово замінили хати жителів села. Церкву знищену в часи воєнного лихоліття, також замінила собою хата сім'ї Данилейків, що самі перебрались тимчасово жити в землянку.
У середині 1950-их рр. в зв'язку з політикою укрупнення Козубівський колгосп та сільська рада увійшли до складу Андріївського колгоспу і сільради відповідно.
12 червня 2020 року, відповідно до розпорядження Кабінету Міністрів України № 721-р «Про визначення адміністративних центрів та затвердження територій територіальних громад Полтавської області», село увійшло до складу Хорольської міської громади..
19 липня 2020 року, в результаті адміністративно - територіальної реформи та ліквідації Хорольського району, село увійшло до складу новоутвореного Лубенського району.

## Населення
Левова частка мешканців села — це українці, переважно нащадки колишніх городових козаків та частково запорозьких. Свідченням цього є поширені на селі прізвища: Кузуб, Звірко, Крутько, Данилейко, Денисенко, Солоха, Губа, Богдан, Пономаренко, Микитенко, Зуб, Радченко, Корнієнко, Грищенко, Коваленко, Даниленко, Стеценко, Гаркавенко, Пилипенко й інші прізвища, що притаманні жителям Наддніпрянської України.

## Політика

### Парламентські вибори, 2019
На позачергових парламентських виборах 2019 року у селі функціонувала окрема виборча дільниця № 530872, розташована у приміщенні будинку культури.
Результати
- зареєстровано 299 виборців, явка 64,21%, найбільше голосів віддано за «Слугу народу» — 47,09%, за Радикальну партію Олега Ляшка — 17,99%, за Всеукраїнське об'єднання «Батьківщина» — 10,58%.[8] В одномандатному окрузі найбільше голосів отримав Фахраддін Мухтаров (самовисування) — 21,93%, за Анастасію Ляшенко (Слуга народу) — 17,11%, за Костянтина Іщейкіна (самовисування) — 14,97%[9].

## Об'єкти соціальної сфери
- Школа тимчасово не діє, оскільки будівля була знищена під час пожежі у 90-х рр. XX ст.
- З середини XX ст. діє будинок культури при якому також знаходиться філія Хорольської районної бібліотеки. Свого часу в ньому виступали Андрій Миколайчук і Раїса Кириченко. У 2017 році у приміщенні зроблено капітальний ремонт.
- З 2005 року в селі відкрито новий храм святого Вознесіння Господнього. Церква належить до РПЦвУ (МП).

## Цікаві факти
З 2017 року в селі заснований етнографічний музей  «Древо». Колекція музею була власноруч зібрана уродженцем села, нині студентом Тернопільського національного медичного університету імені І. Горбачевського Едуардом Крутьком. Також влітку проводиться фестиваль «Під дідовими липами» і постійно діє етнографічна збірка «Древо».

## Світлини з етнографічного музею «Древо»

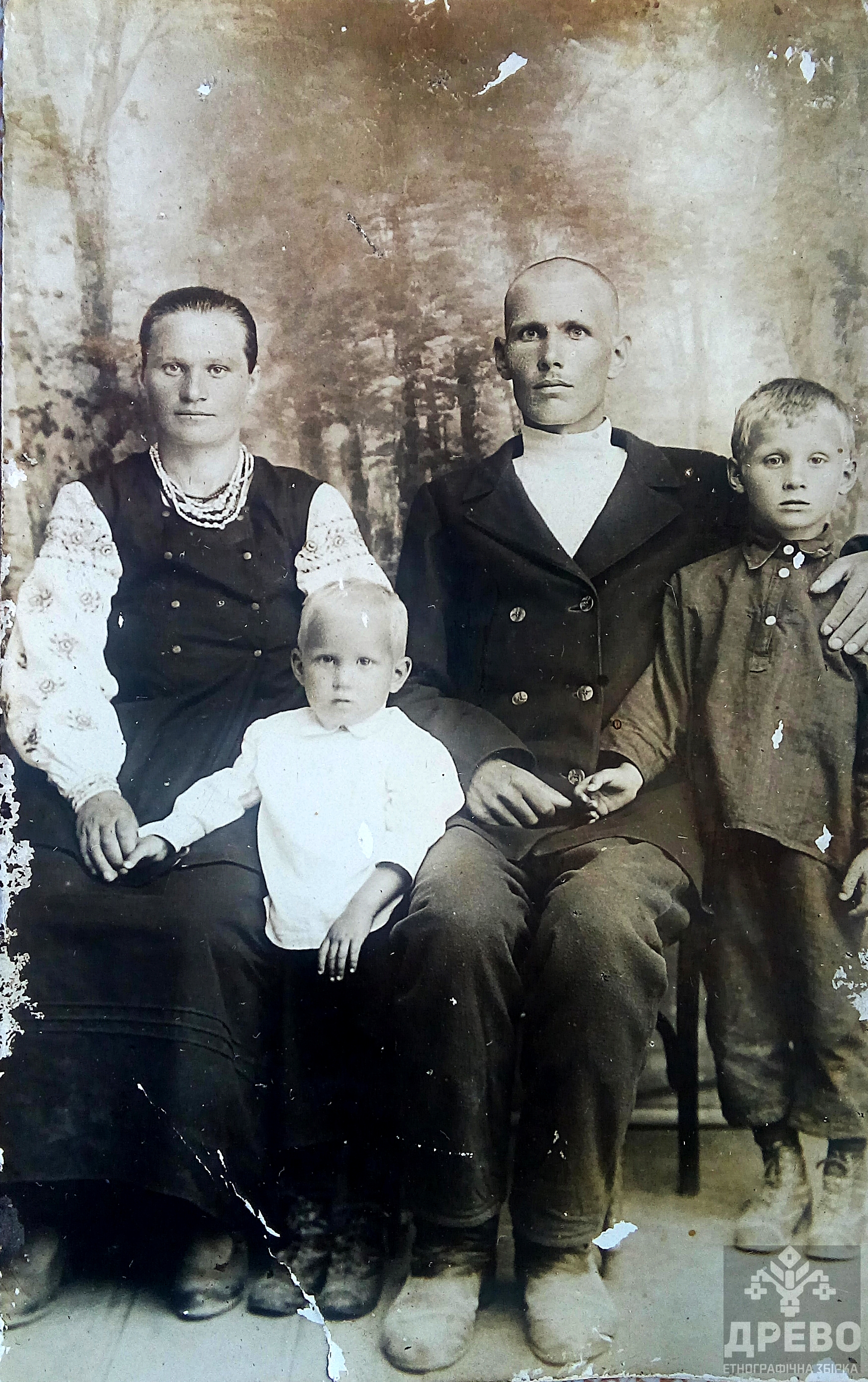
Козубівські селяни
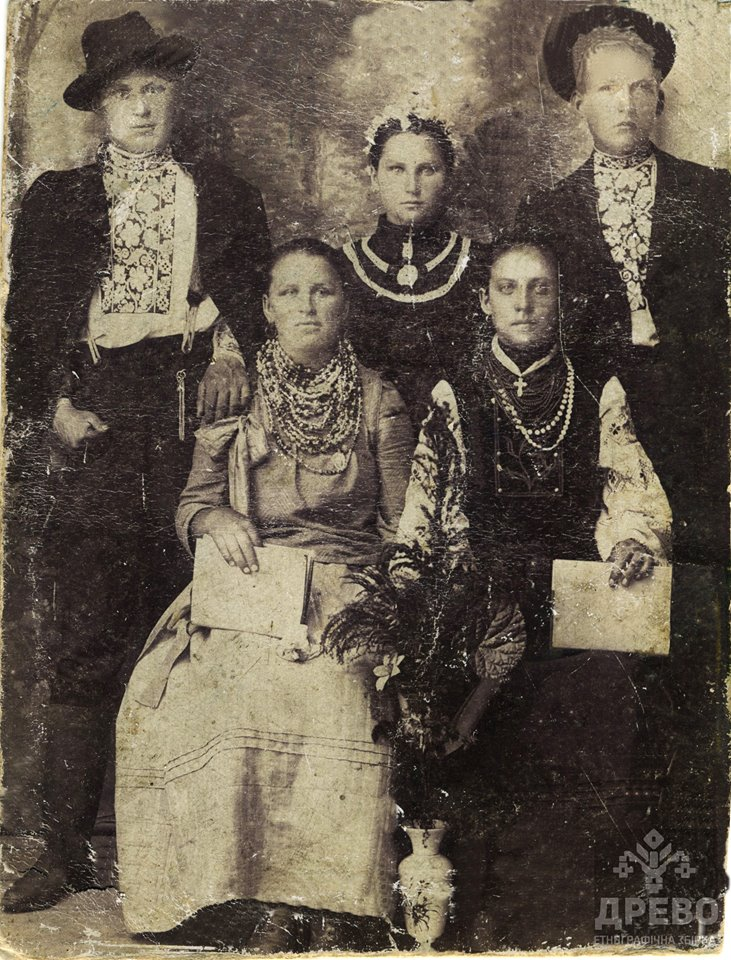
Козубівські селяни
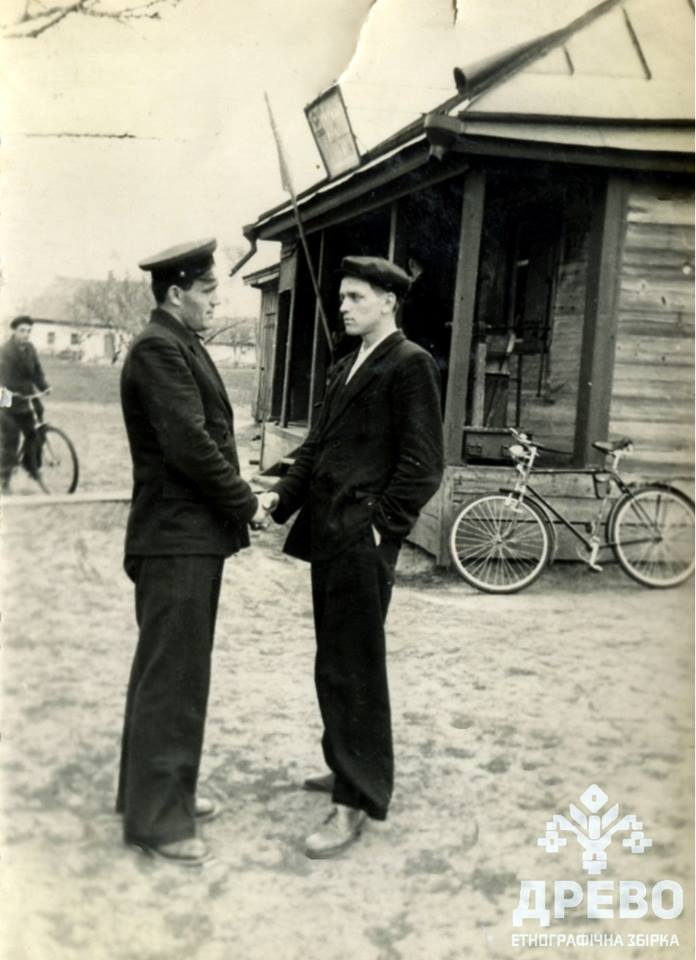
Козубівські чоловіки біля магазину
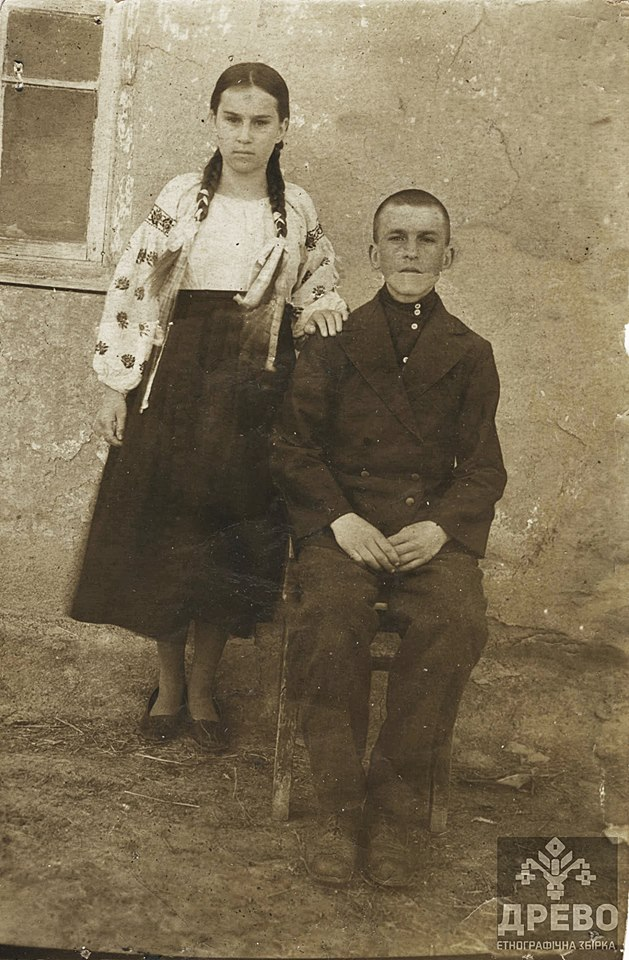
Козубівські селяни
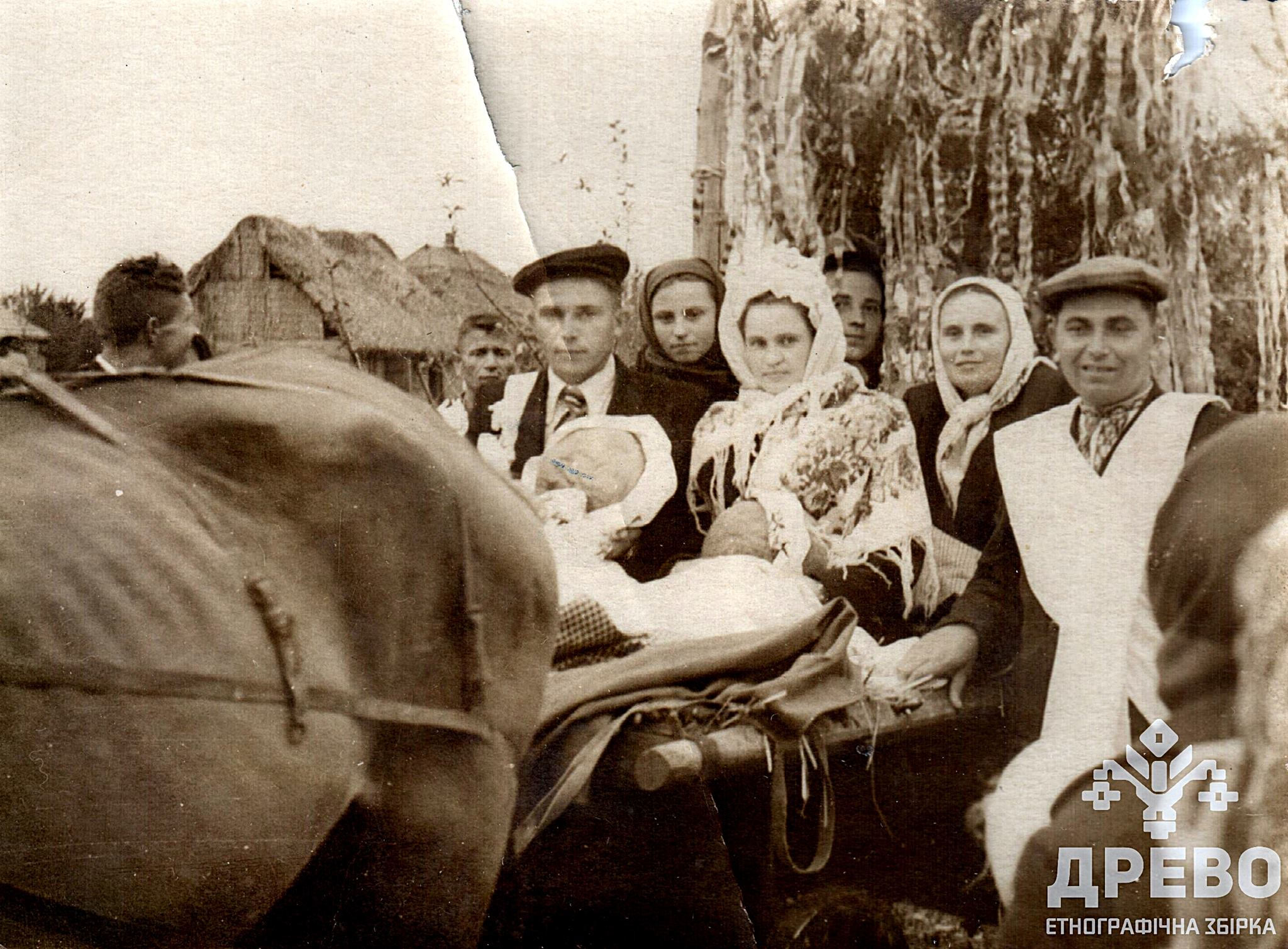
Весілля в Козубівці
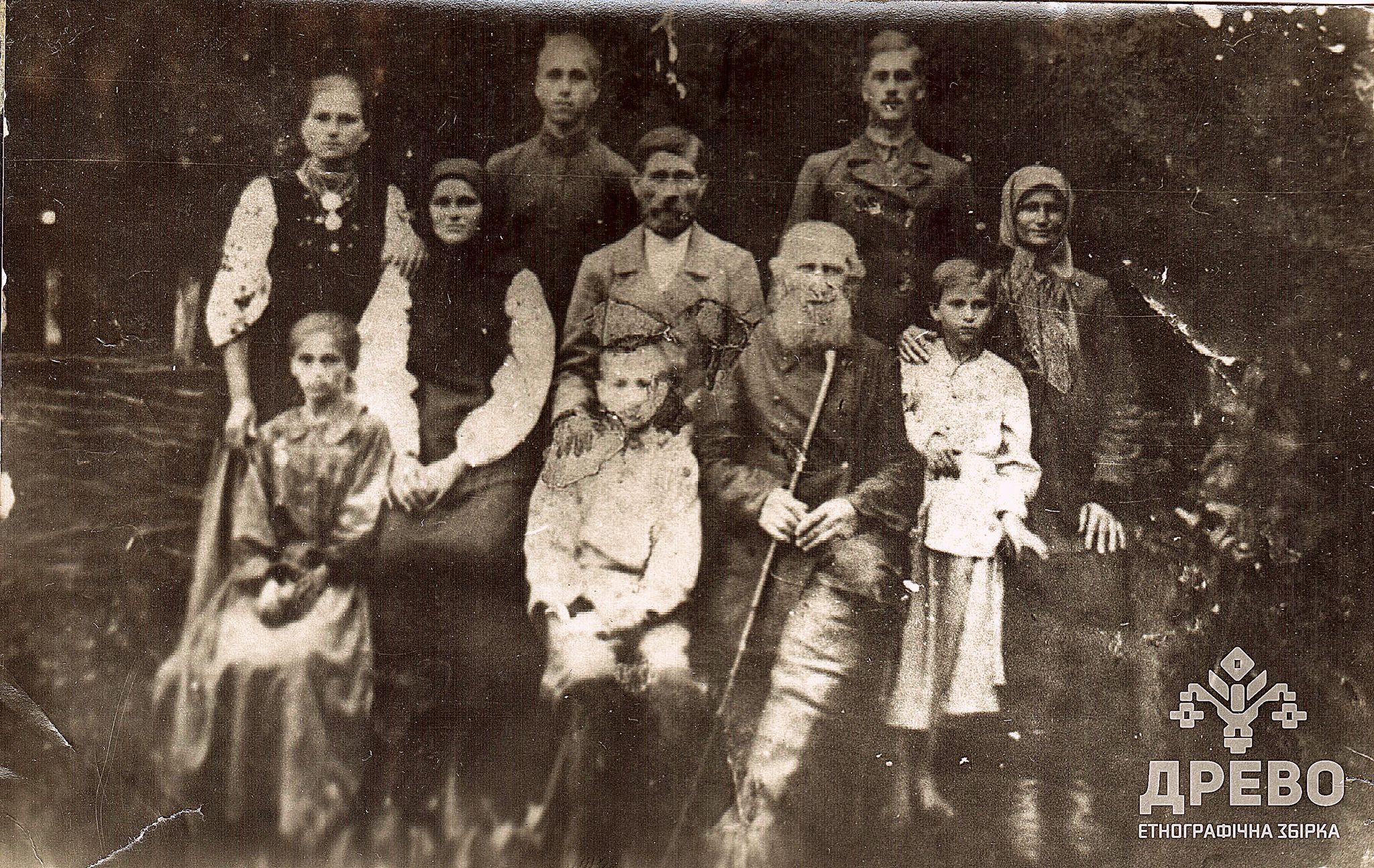
Козубівські селяни
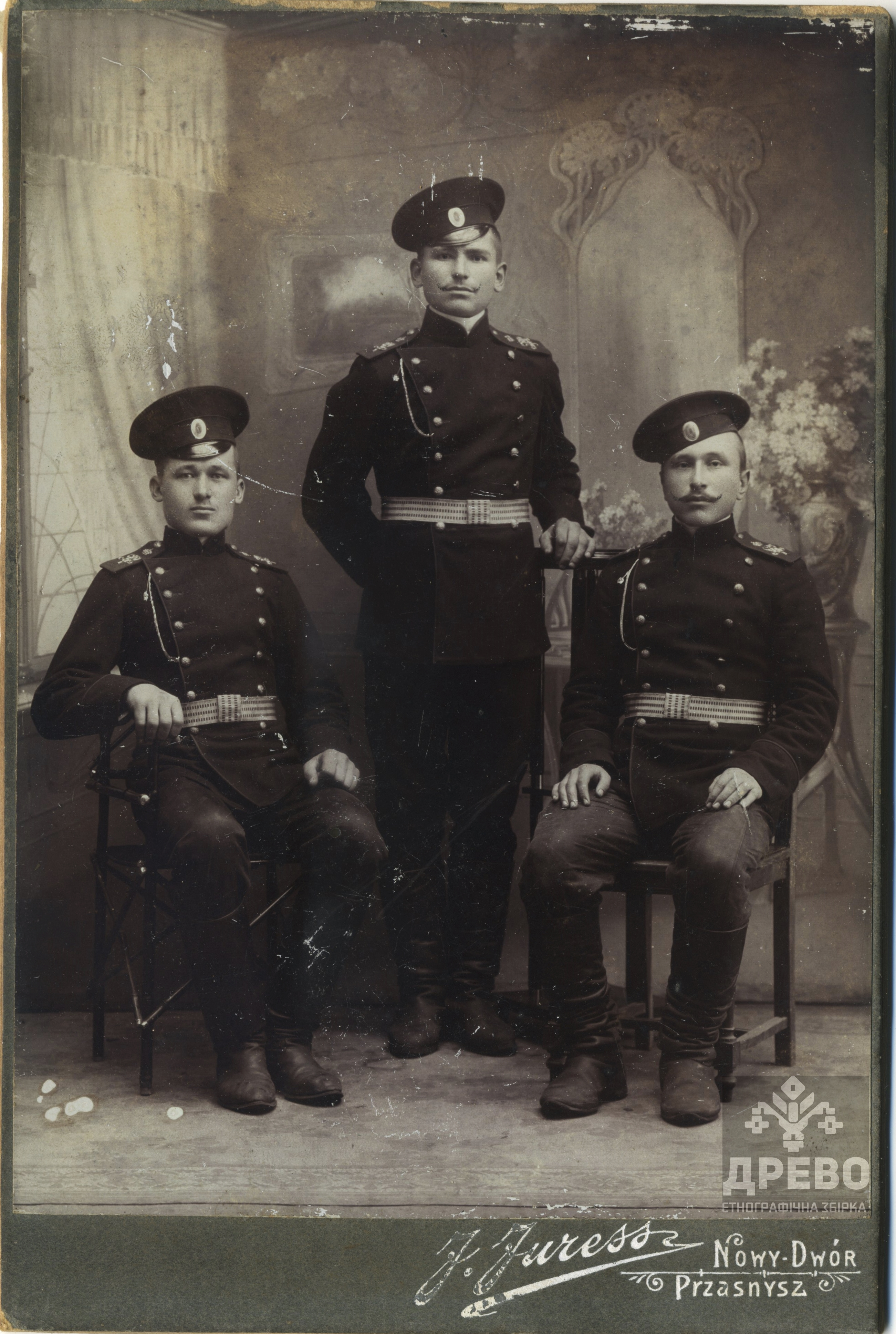
Козубівські селяни
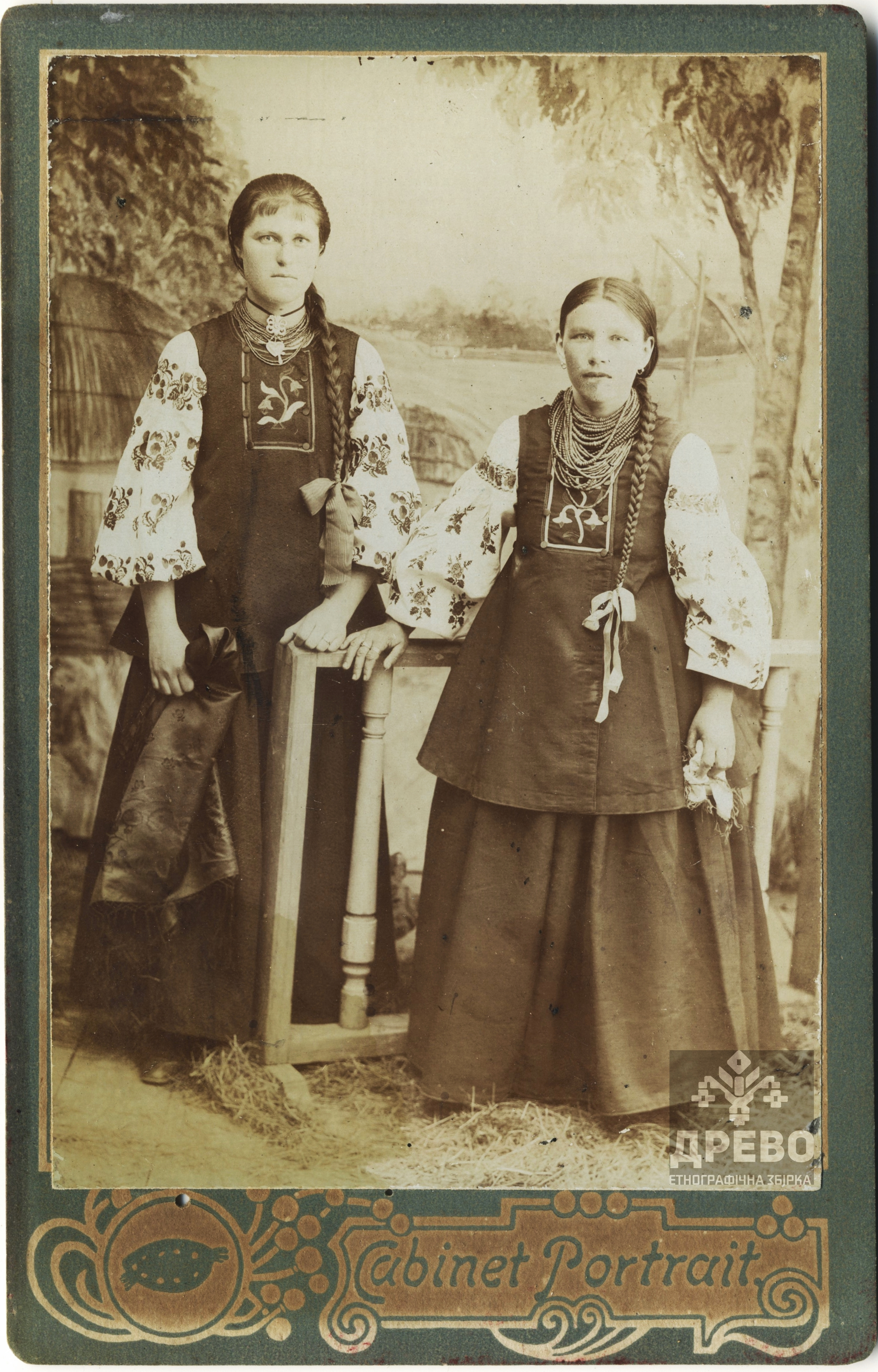
Козубівські дівчата
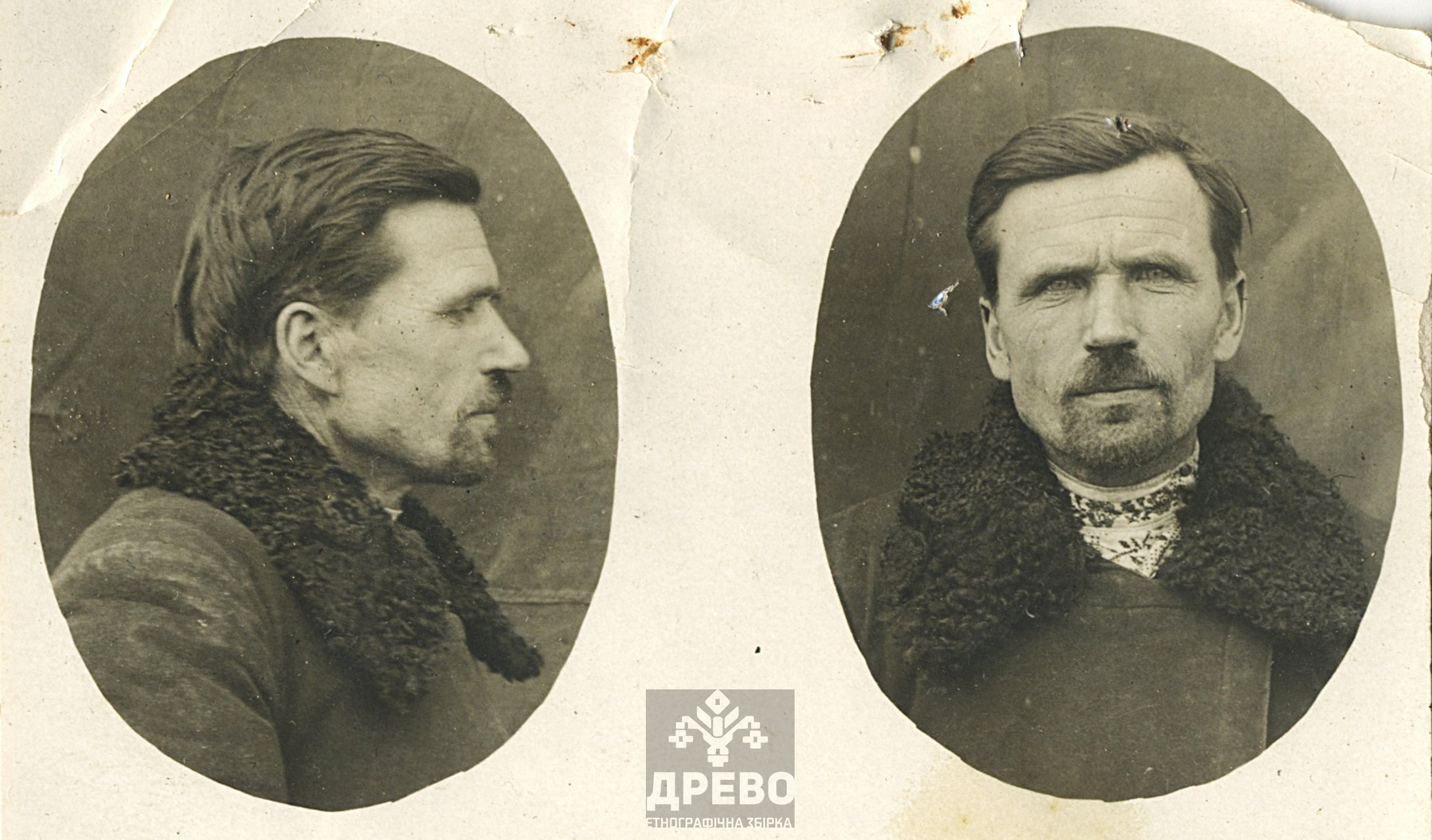
Козубівський селянин
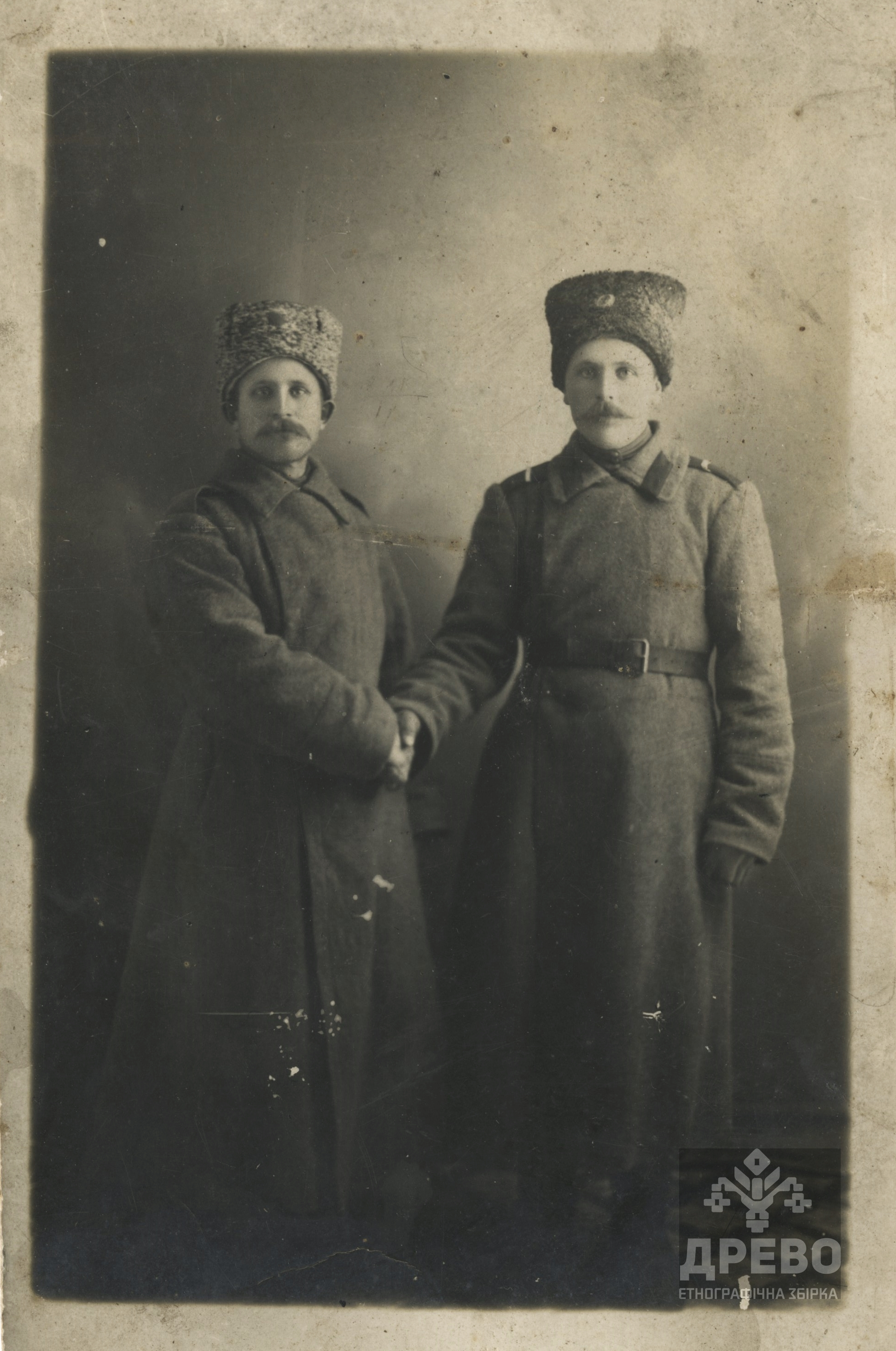
Під час служби в царському війську
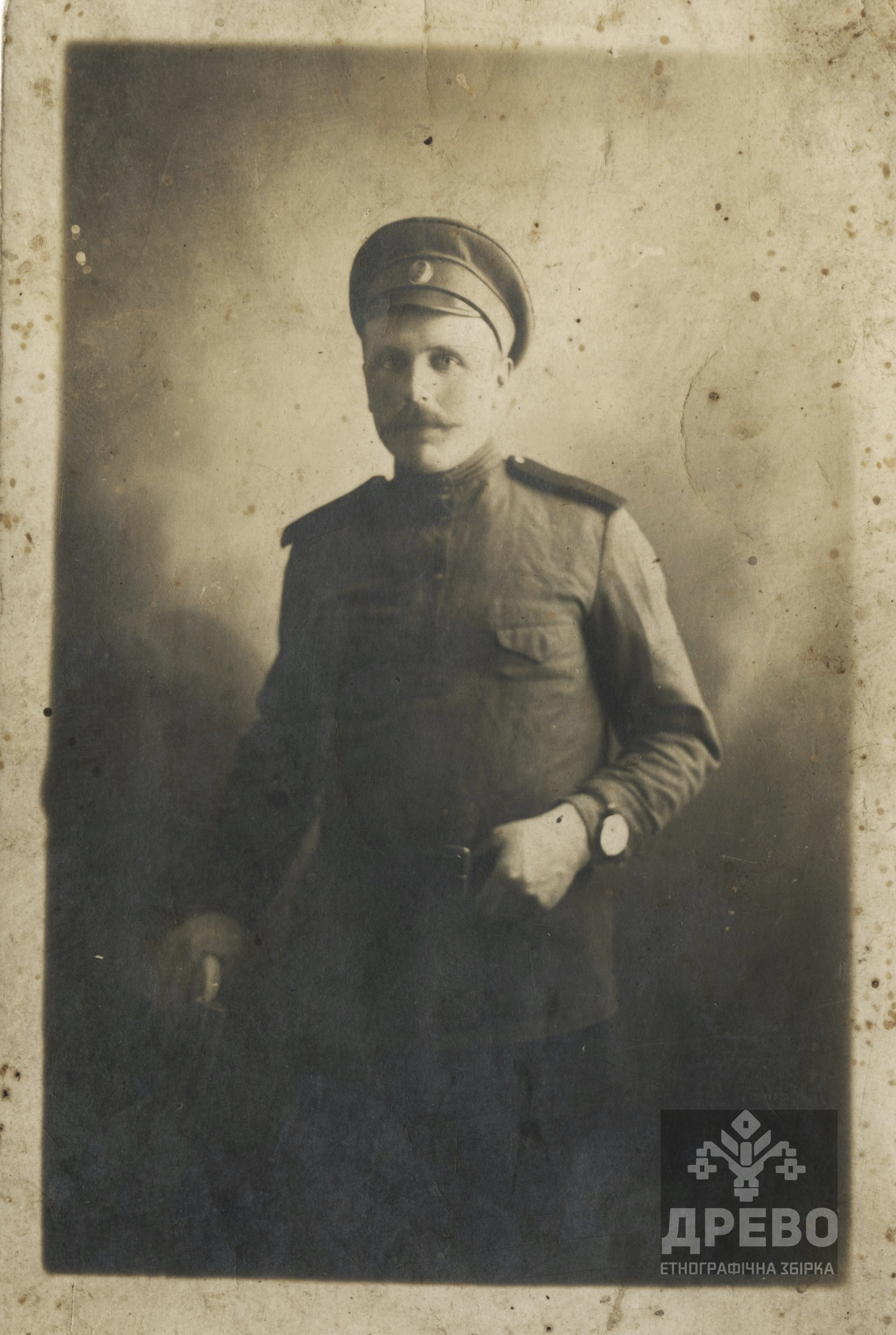
Під час служби в царському війську
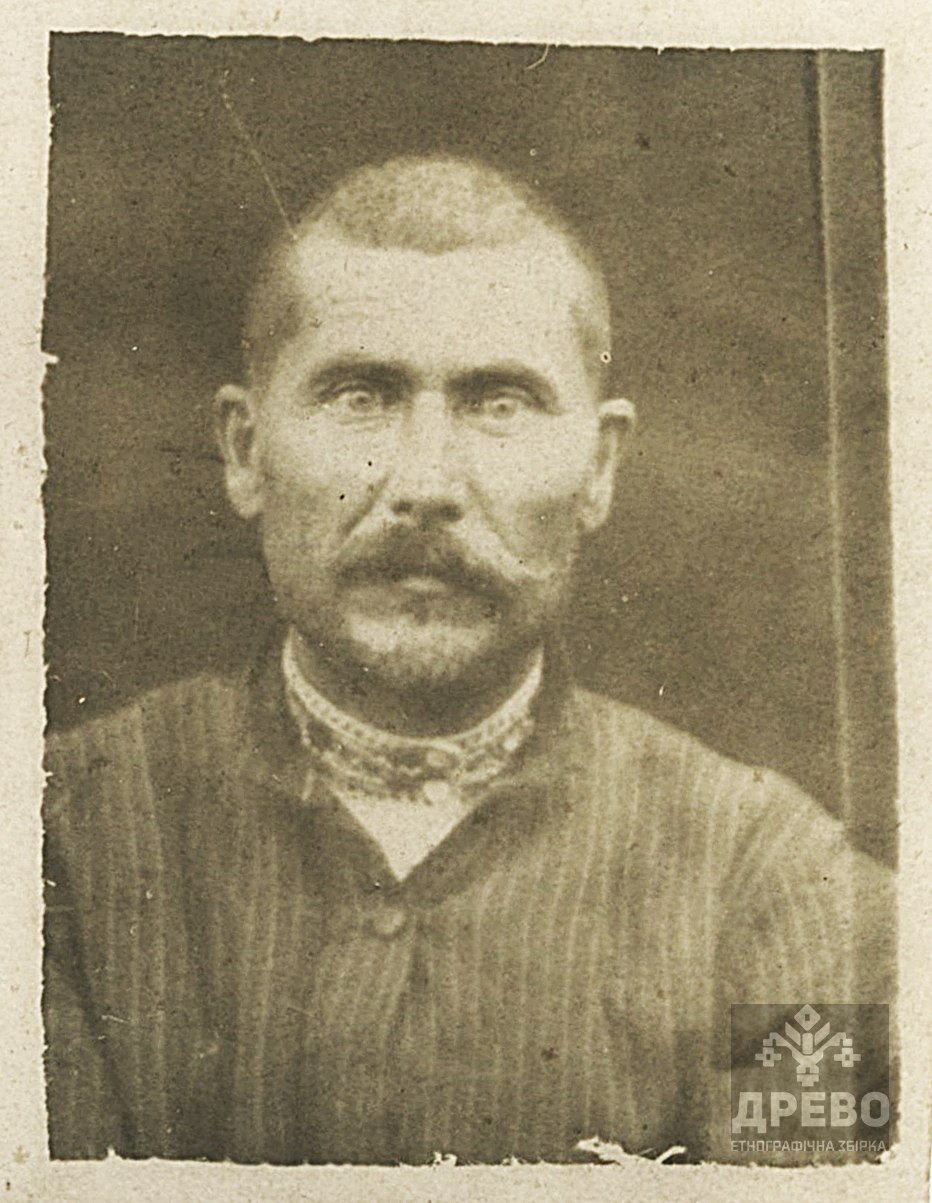
Козубівський селянин
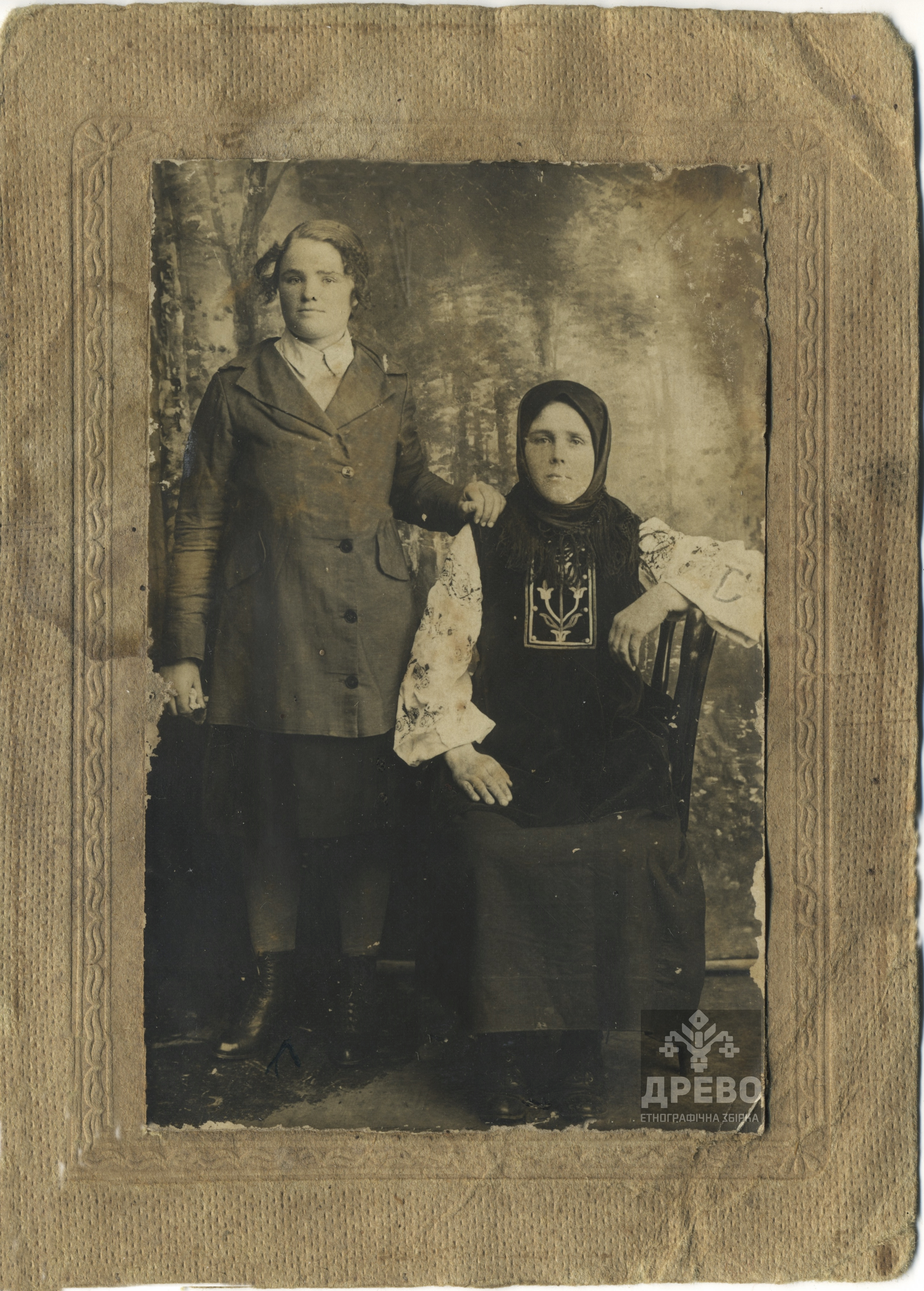
Світлина дівчат з музею "Древо"
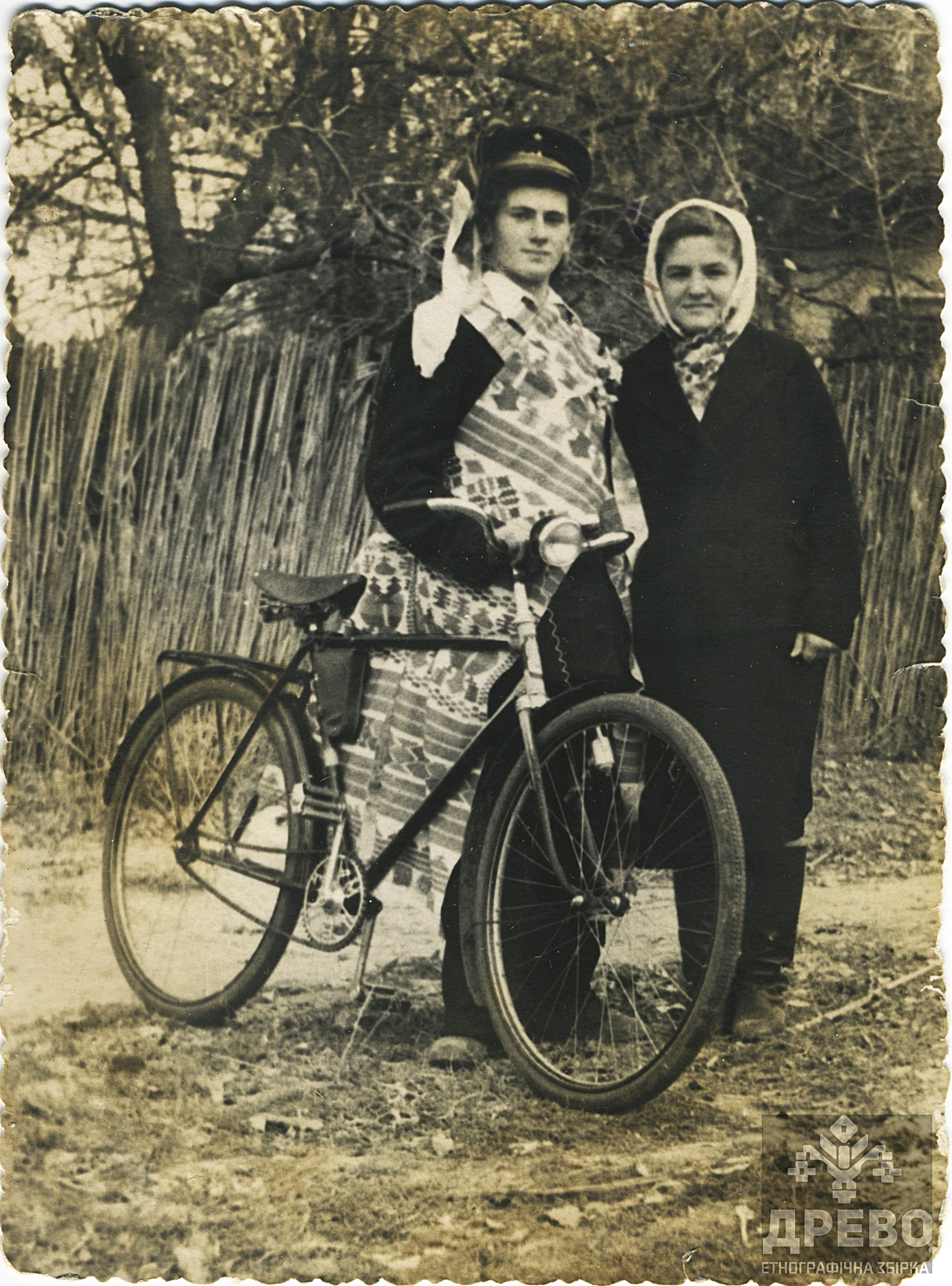
Запросини на весілля
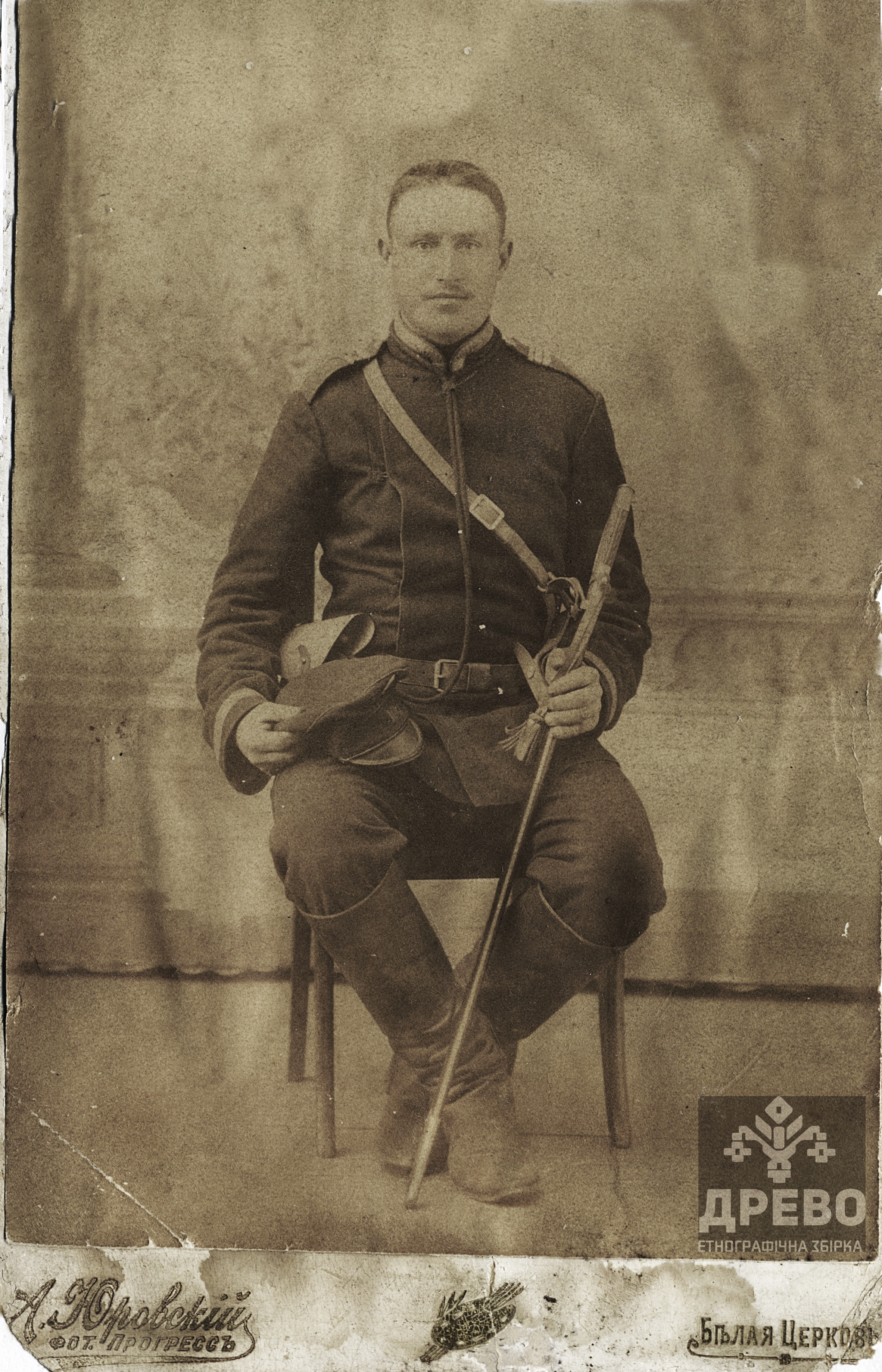
Козубівський селянин
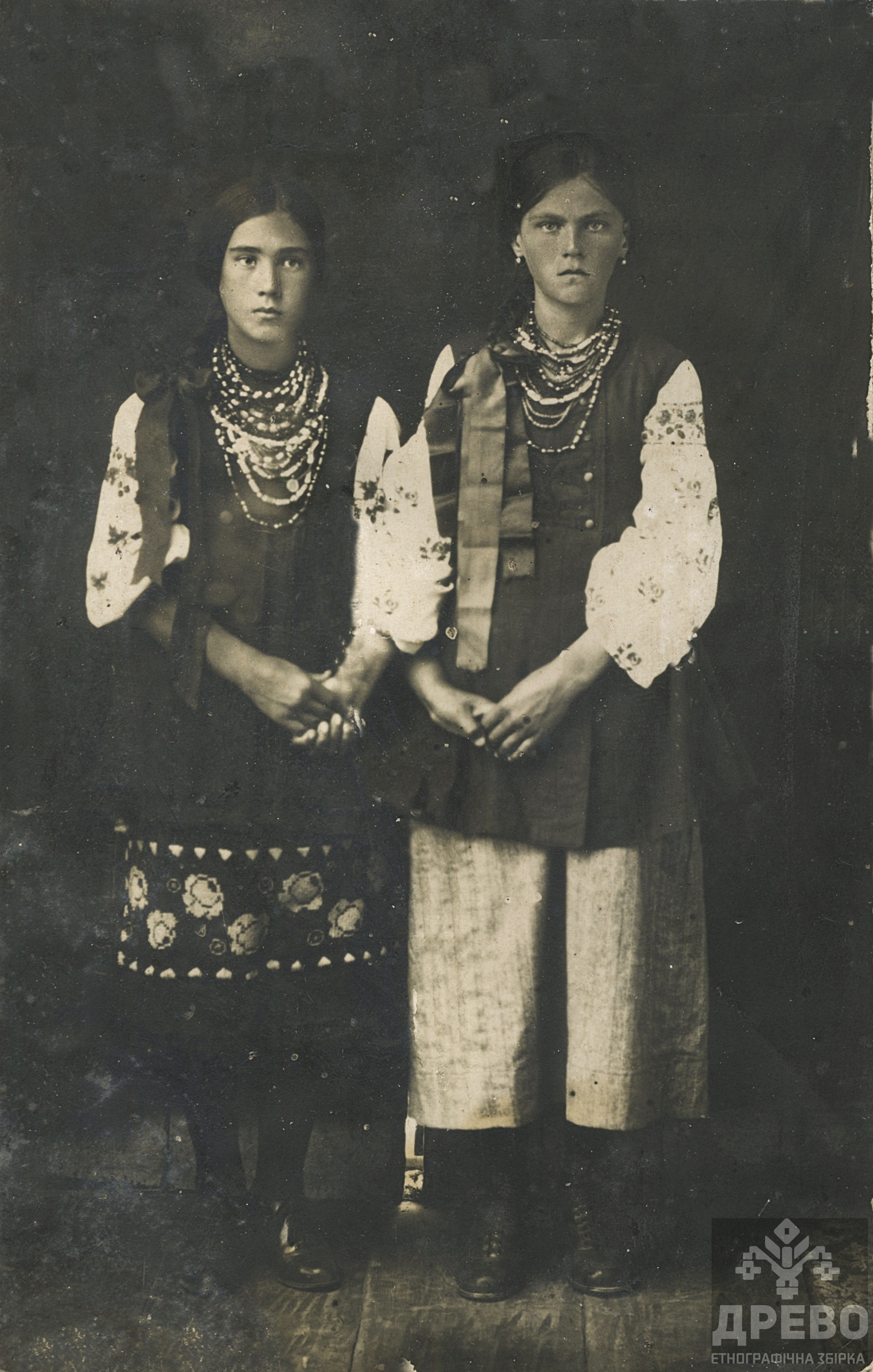
Козубівські дівчата
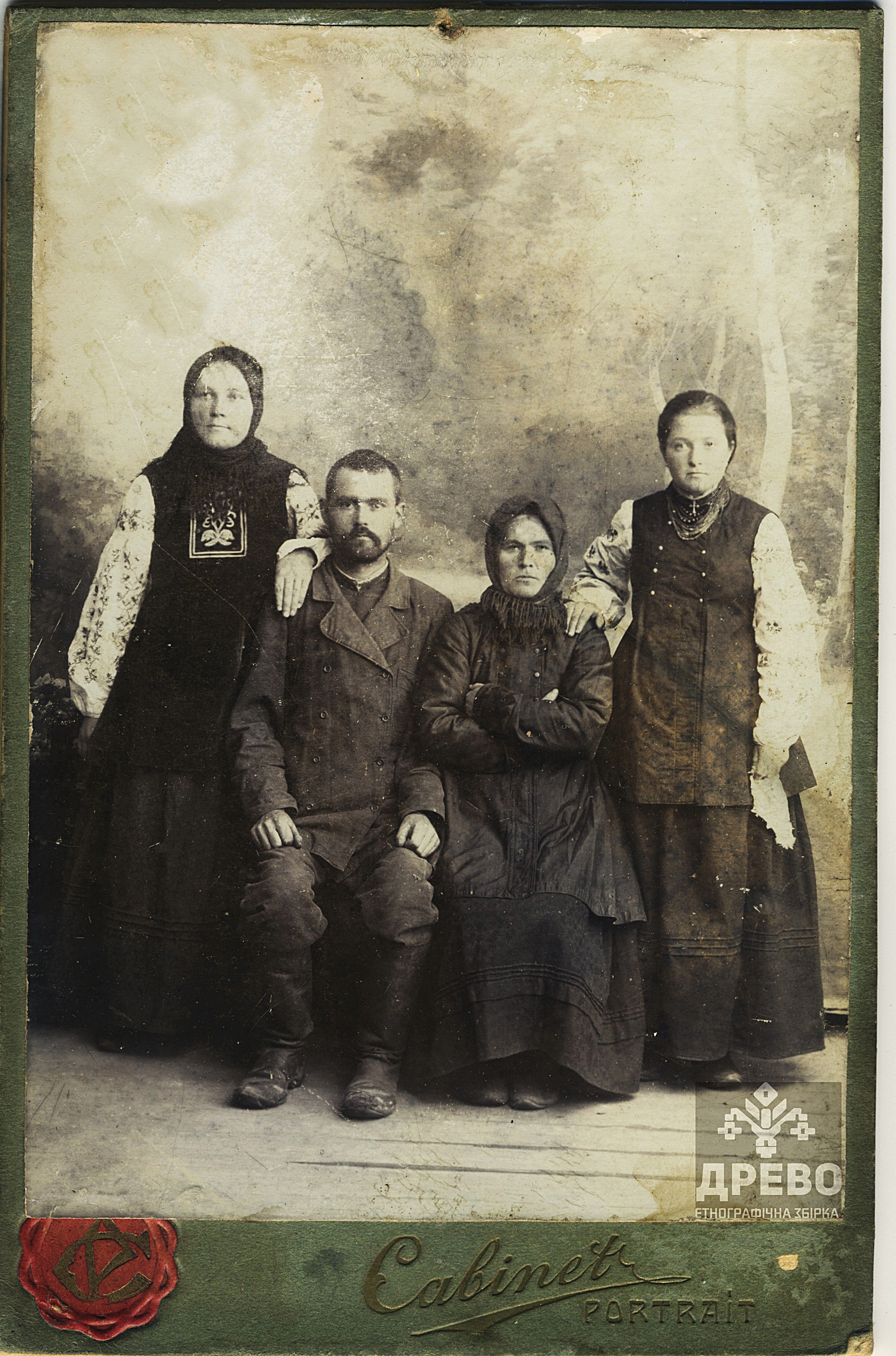
Фото селян зі збірки музею
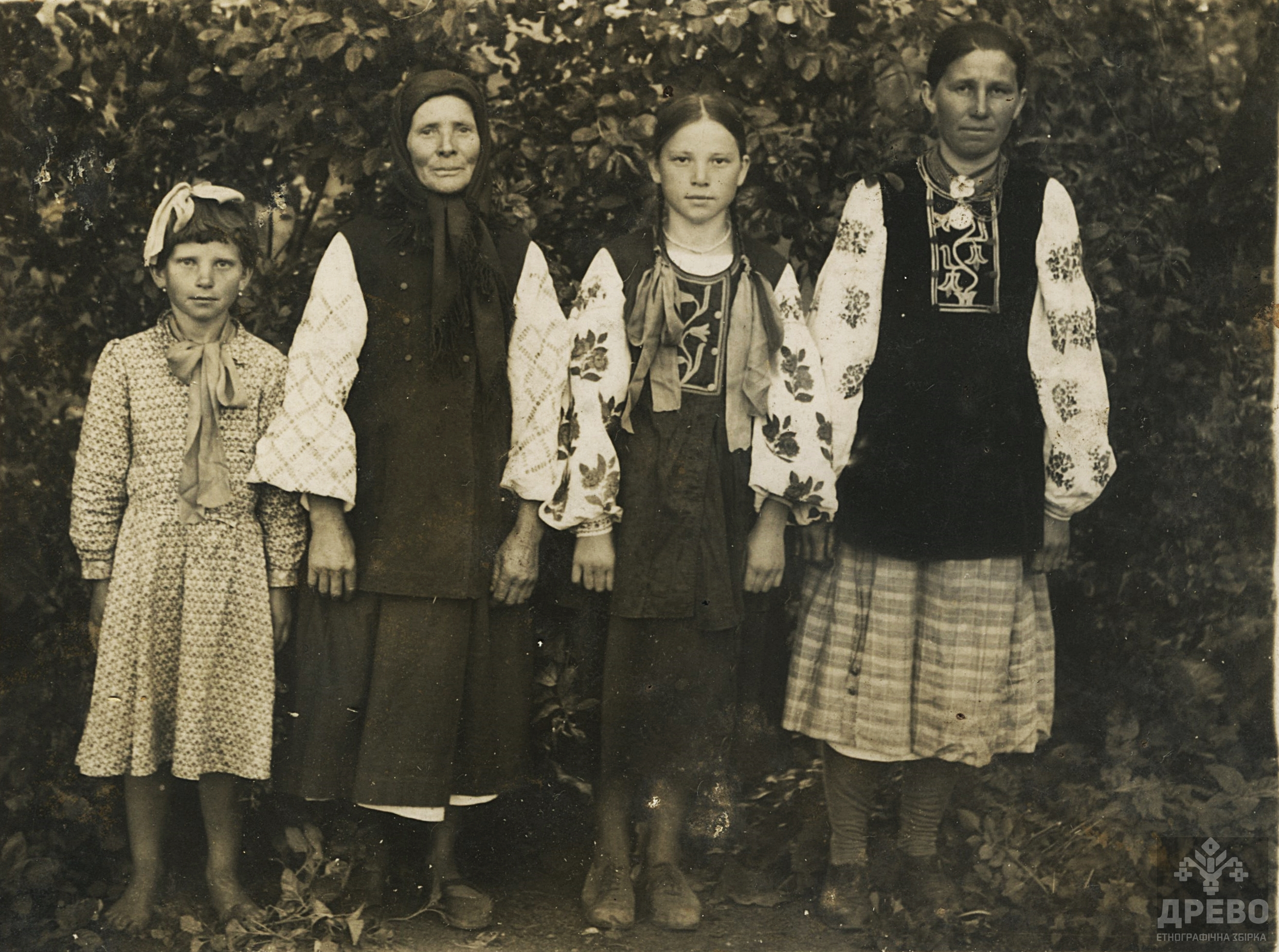
Козубівські селянки
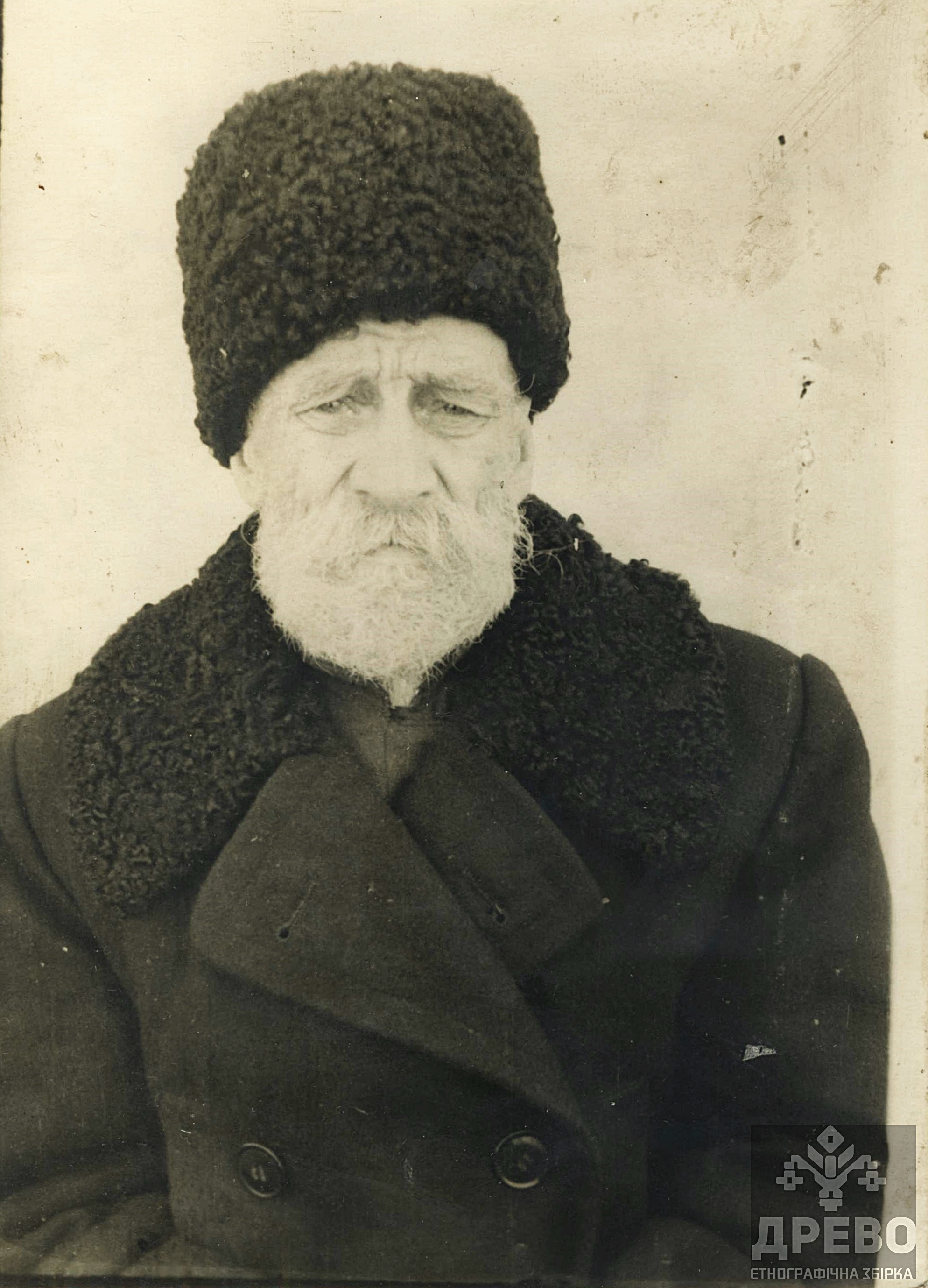
Козубівський селянин
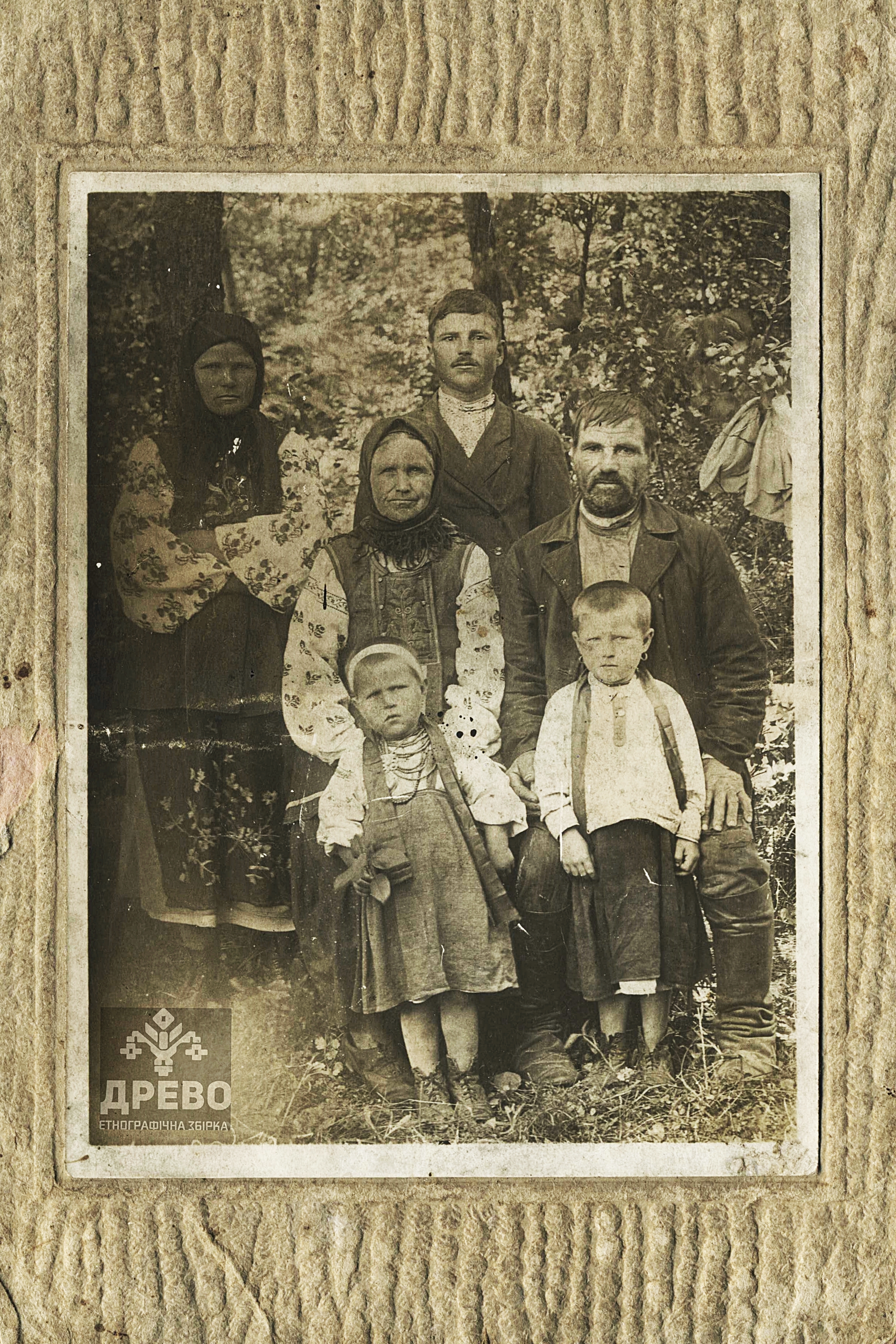
Козубівські селяни
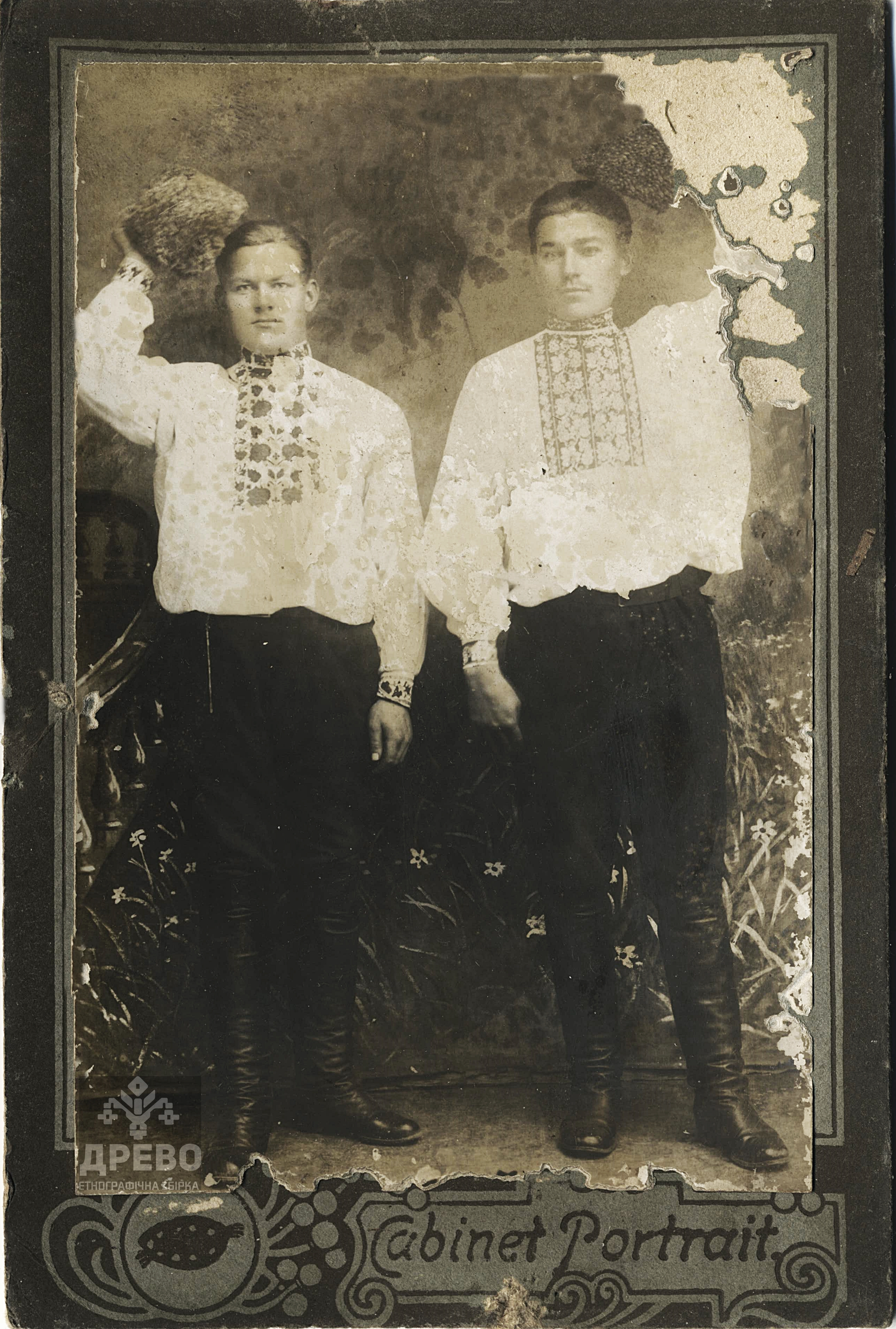
Фото парубків з музею "Древо"
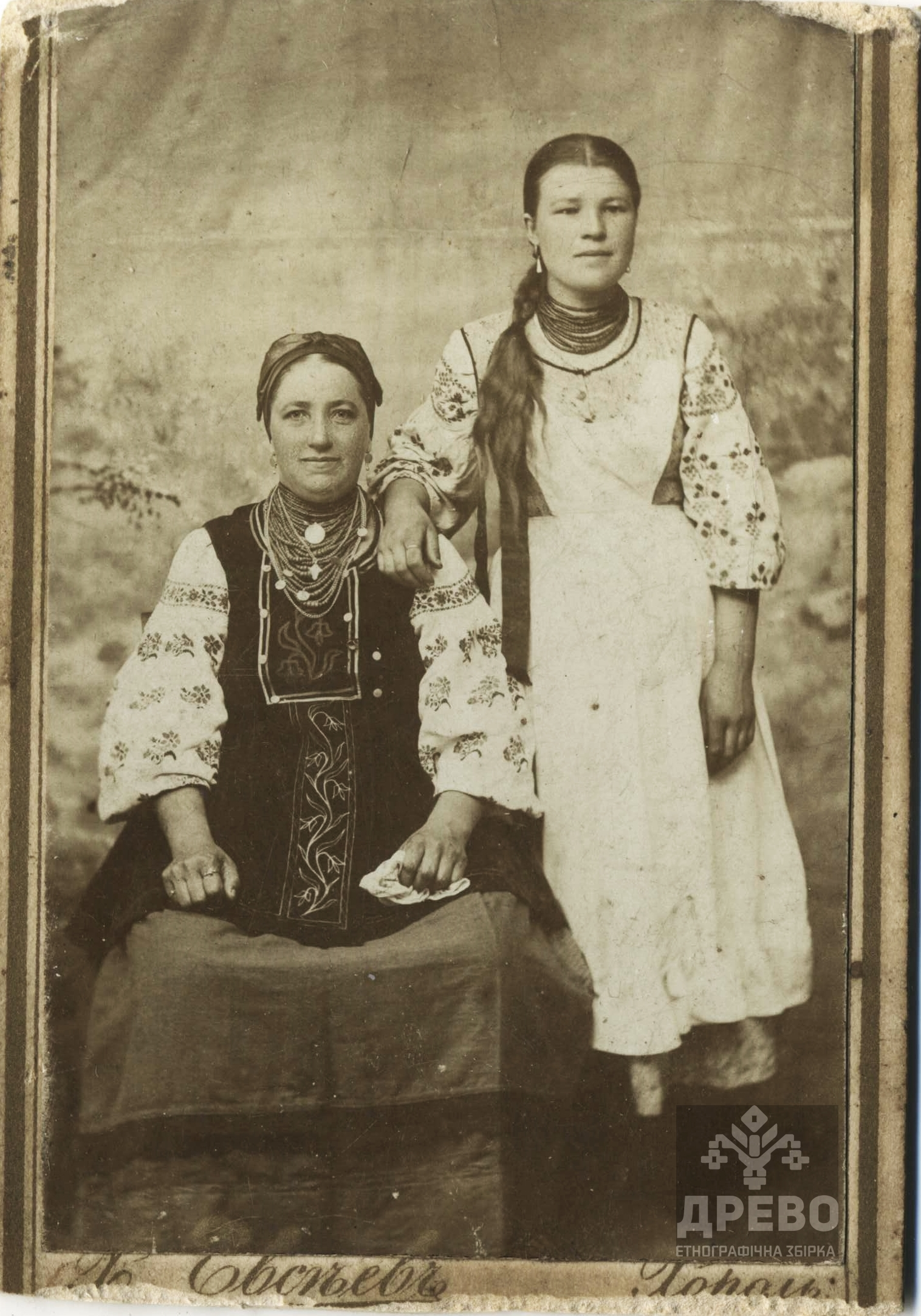
Мати з донькою
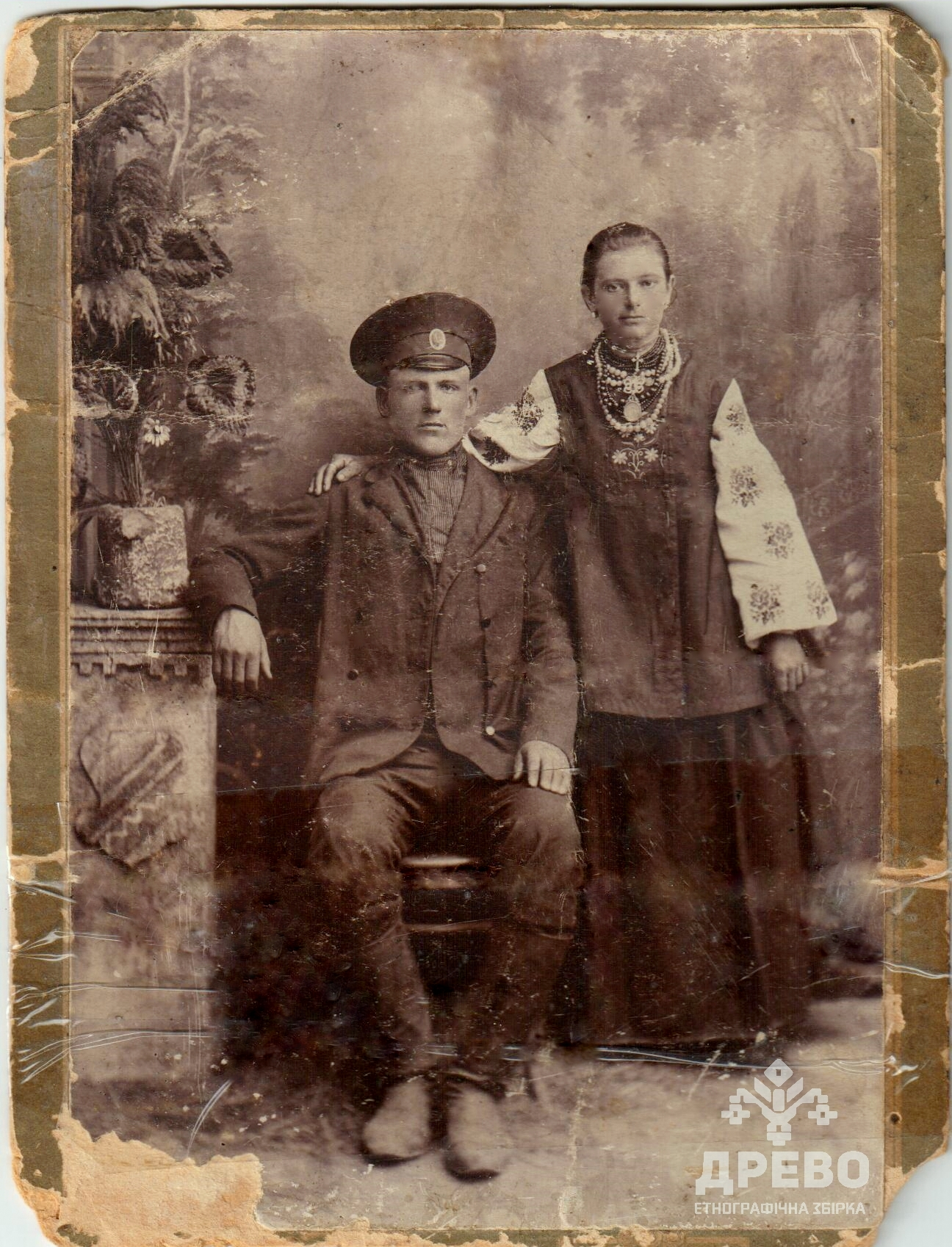
Молода пара
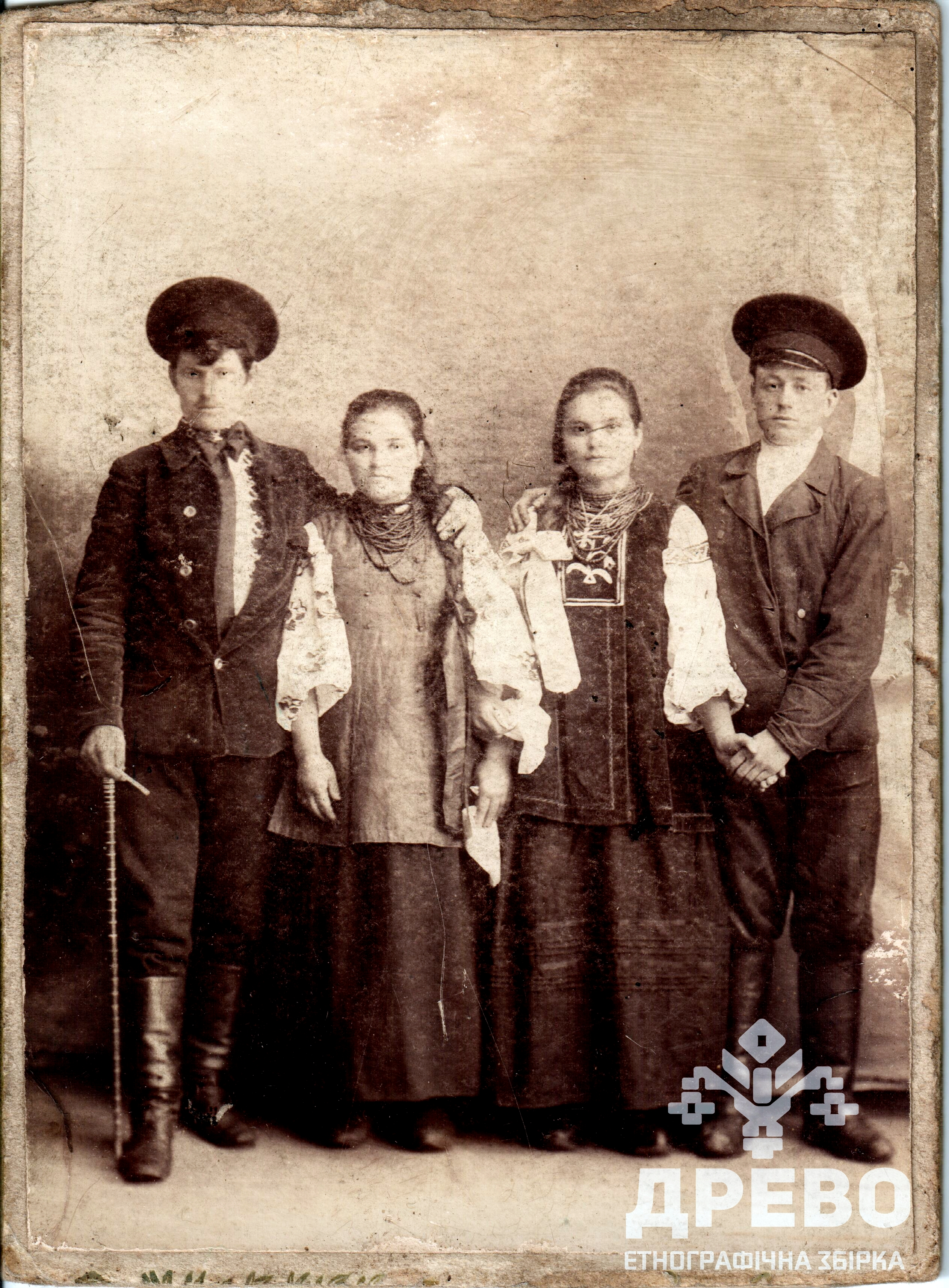
Козубівська сім'я
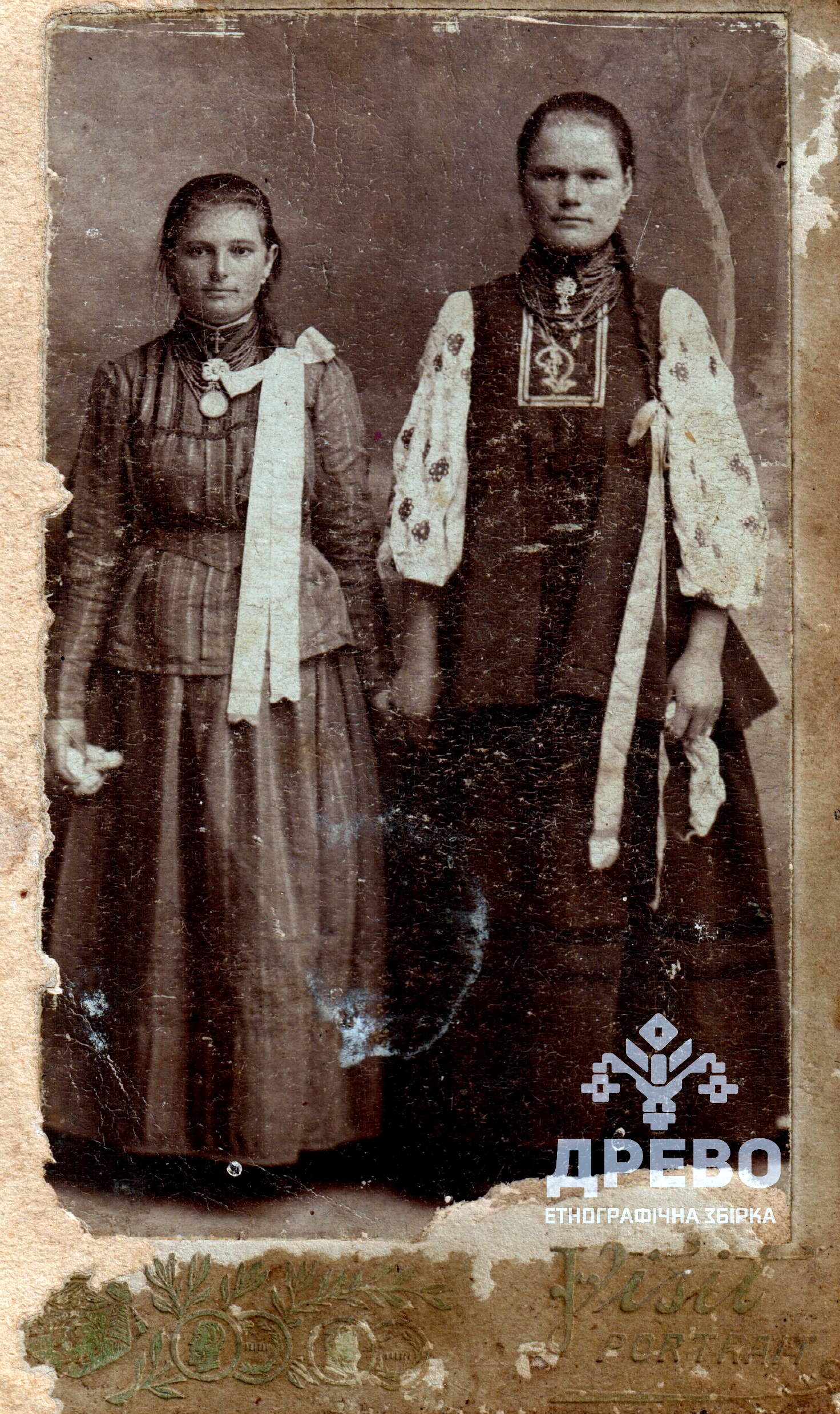
Козубівські селянки
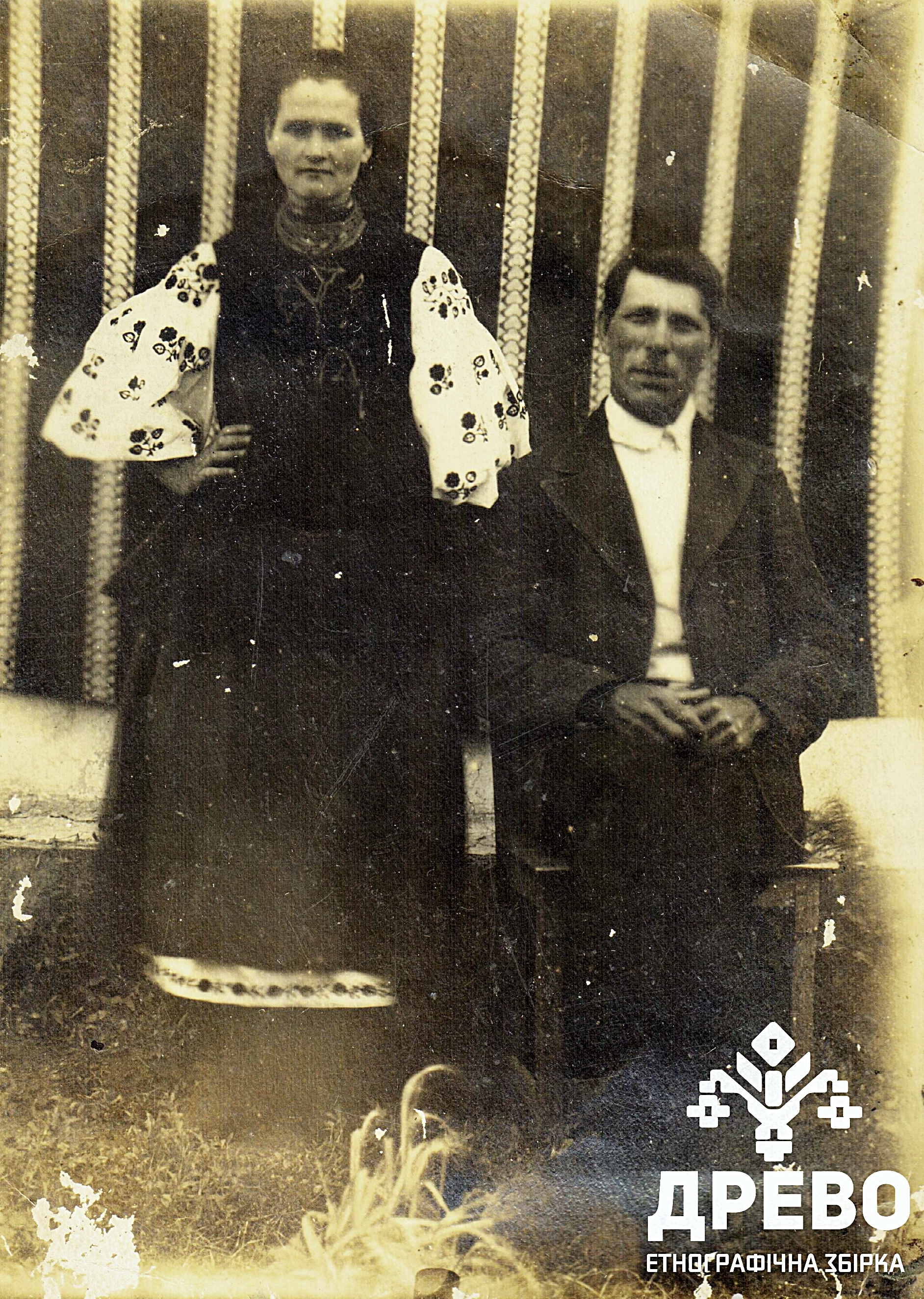
Молода пара
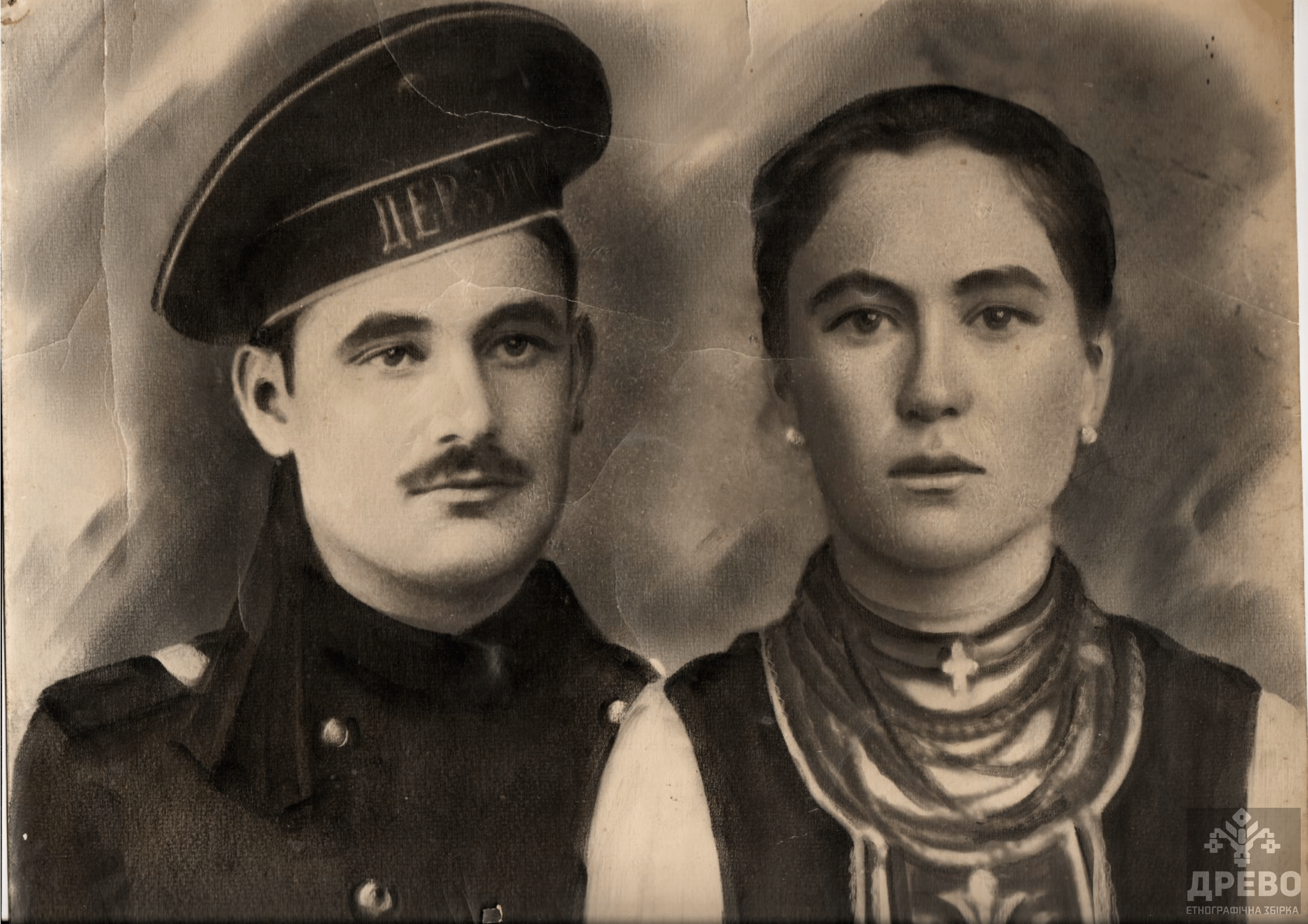
Пара з села Козубівка
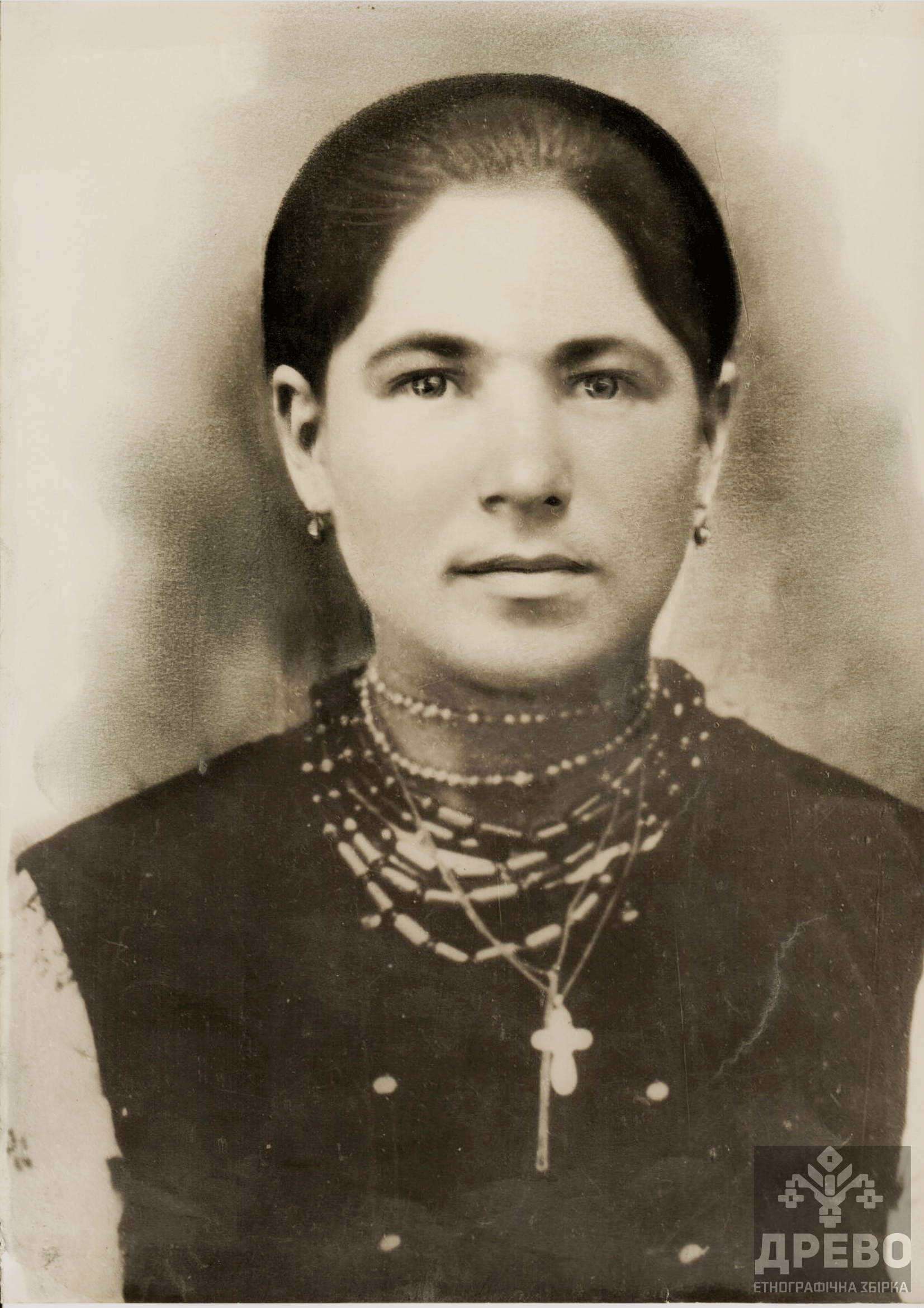
Дівчина з села Козубівка
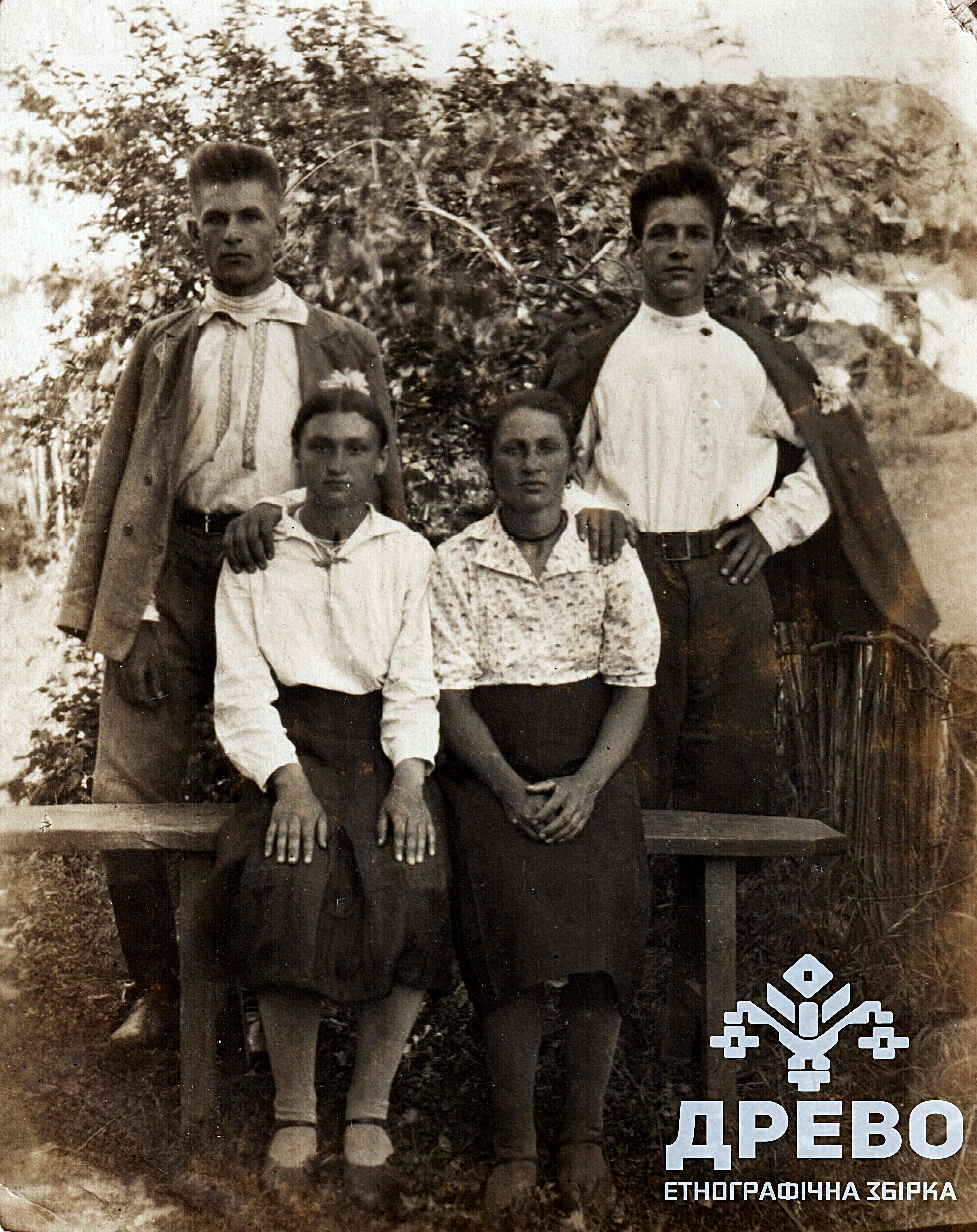
Молодь села Козубівка
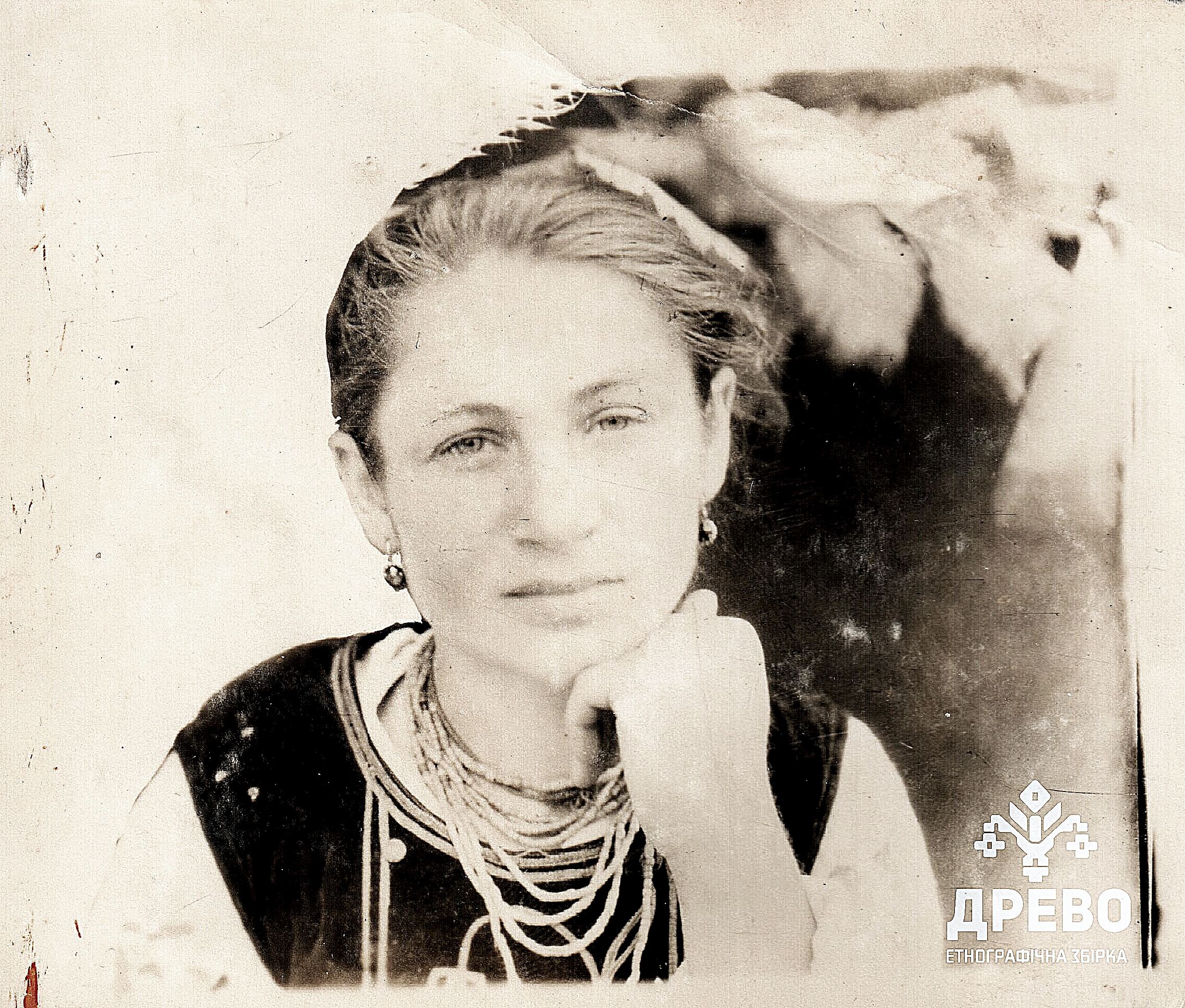
Дівчина з села Козубівка
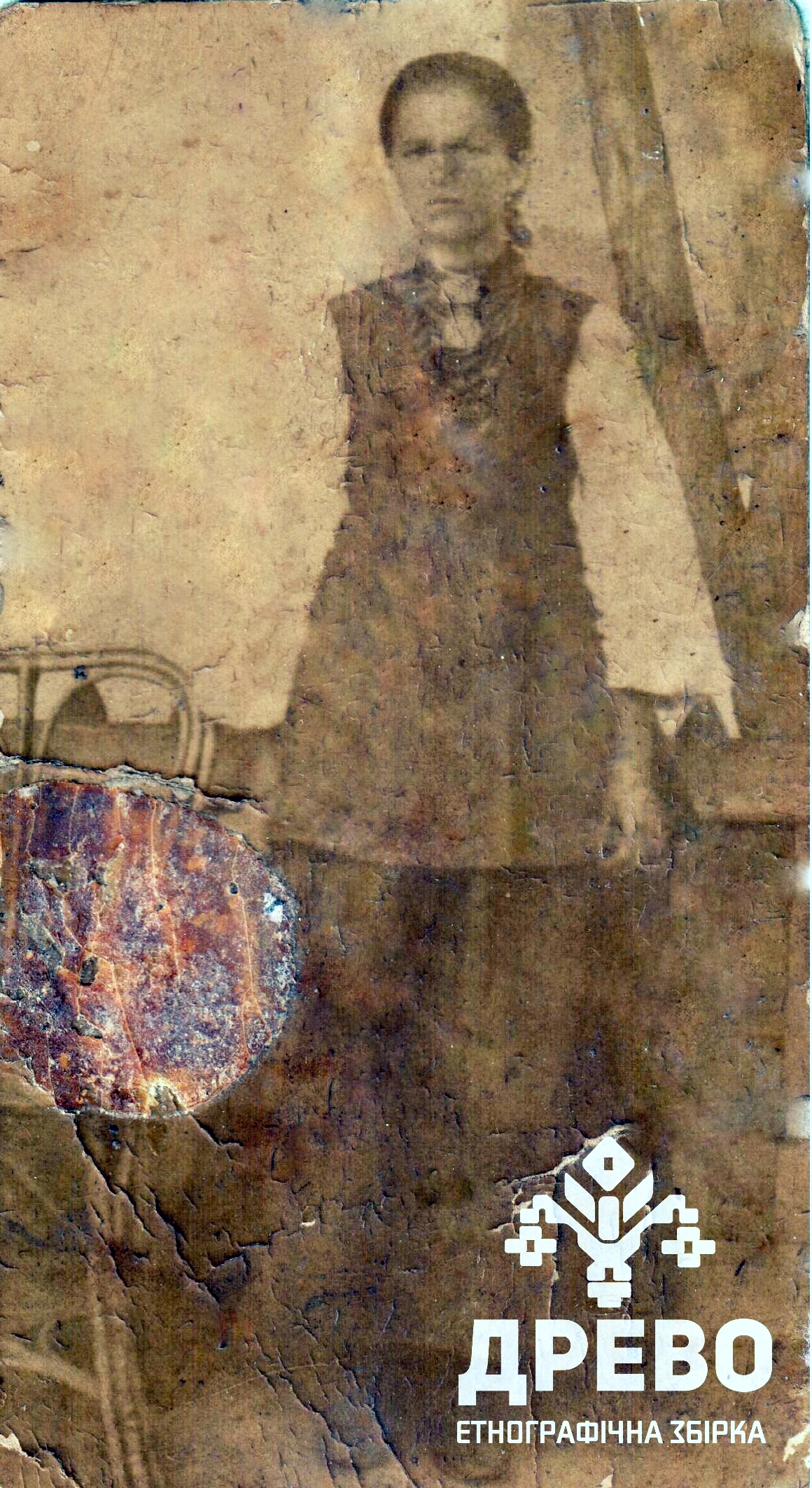
Козубівська дівчина